# Архитектурные памятники Ташкента
Подробнее об особенностях ташкентской архитектуры в историческом плане вы можете узнать в статье Архитектурно-планировочные особенности Ташкента в конце XIX - начале XX веков.
В Ташкенте и его окрестностях имеется большое число интересных архитектурных сооружений, ландшафтных и археологических памятников, в том числе:

## Существующие архитектурные и ландшафтные достопримечательности

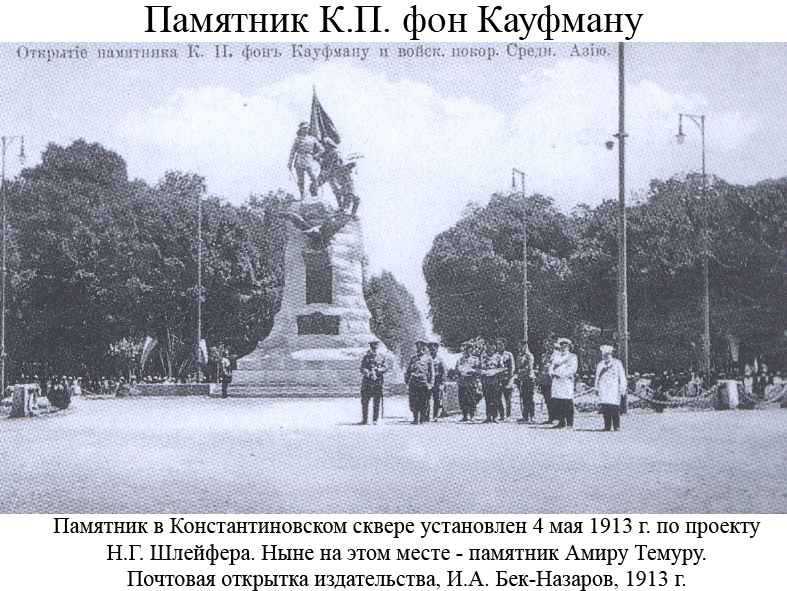
Ташкент. Константиновский сквер.

Ташкент. Центральный сквер.

- Центральный сквер — сквер в центре Ташкента, первоначально являвшийся ядром архитектурно-планировочного решения нового города.
- Площадь Мустакиллик (Независимости) — центральная площадь Ташкента, на которой проводятся праздничные мероприятия и военные парады в дни торжественных событий и государственных праздников.

Ташкент. Одно из зданий входящих в состав архитектурно-исторического комплекса Шейхантаур (около 1910 года).

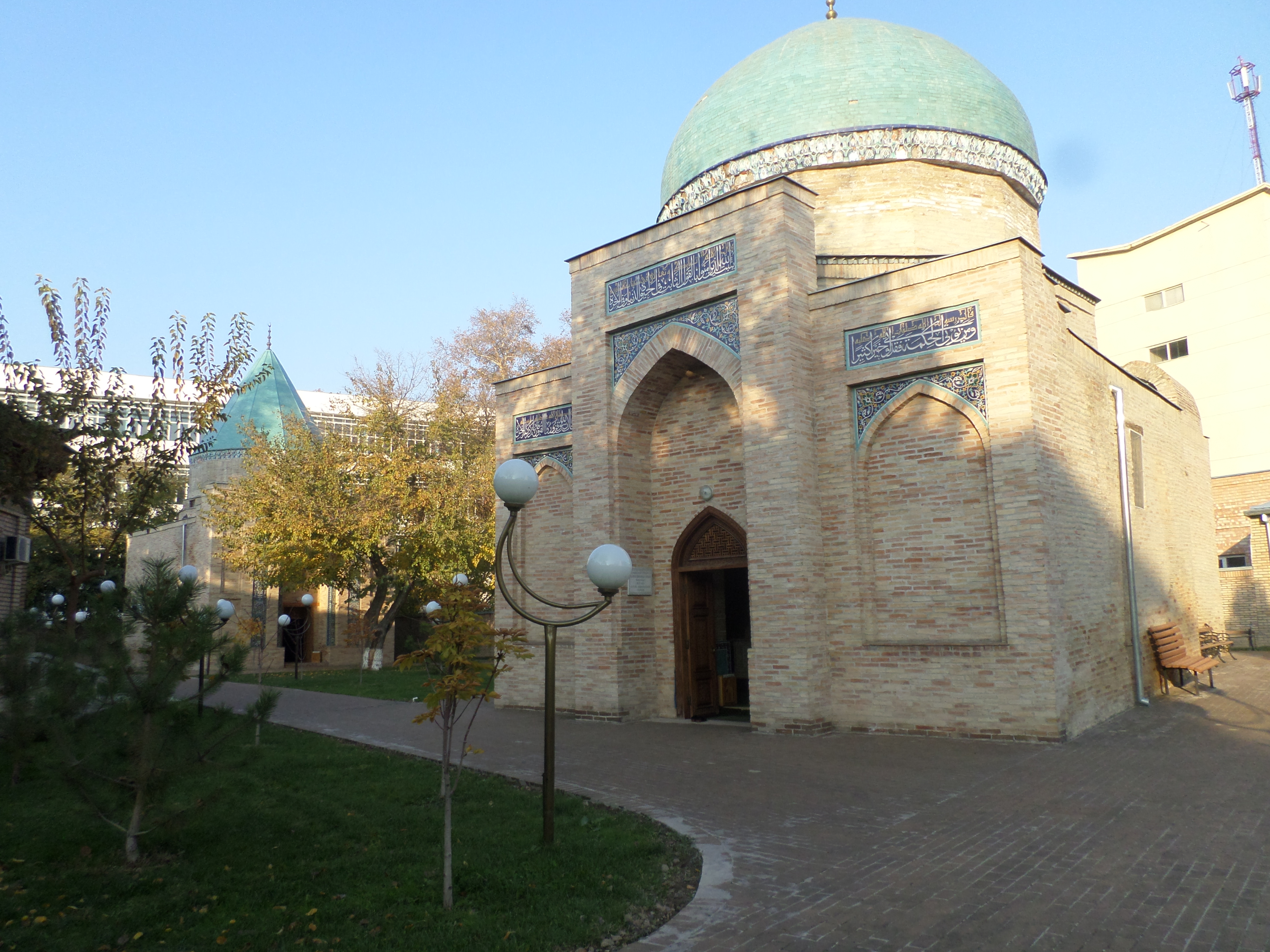
Ташкент. Современное здание из состава архитектурно-исторического комплекса Шейхантаур.

- Шейхантау́р — архитектурно-исторический комплекс, находящийся на улице Навои (до революции — улица Шейхантаурская). Один из важнейших архитектурных памятников Ташкента.
- Здание конца XIX века, построенное по проекту архитектора Г. М. Сваричевского, на углу улиц Сулеймановой (Воронцовского пр.) и Ю.Ахунбабаева (Иканской). Здание представляет собой одноэтажный дом из обожжёного кирпича на высоком цоколе с центричной композицией фасада. С обеих сторон центрального ризалита с входом расположены ряды прямоуголных окон с дорическими пилястрами в простенках. Венчает здание фриз с широко расставленными триглифами и невысокая изящная решётка. В плане дом имеет форму буквы Г. Парадные помещения обращены к фасаду здания. Длинный коридор объединяет служебные и вспомогательные помещения, располагающиеся в глубине дома. В северо-восточной стороне особняка находилась просторная и глубокая терраса с декоративным витражем из цветного стекла и большим парадным крыльцом, спускавшимся в небольшой сад, находившийся на углу улицы Иканской и Воронцовского проспекта. Сад отгораживался от улиц кирпичной оградой с вмонтированной в неё металлической кованой решёткой. До революции этот особняк принадлежал дочери генерала армии Куравитского — Елене Казимировне Буковской. После революции до начала 1920-х годов в доме находилось дипломатическое представительство датского «Красного Креста», возглавляемое майором Алфом Брюном, которое занималось судьбой австро-венгерских военнопленных, находившихся в Средней Азии. Позднее в здании располагался МИД УзССР. В начале 1990-х годов в здании находилось узбекское Общество дружбы и культурных связей с зарубежными странами.

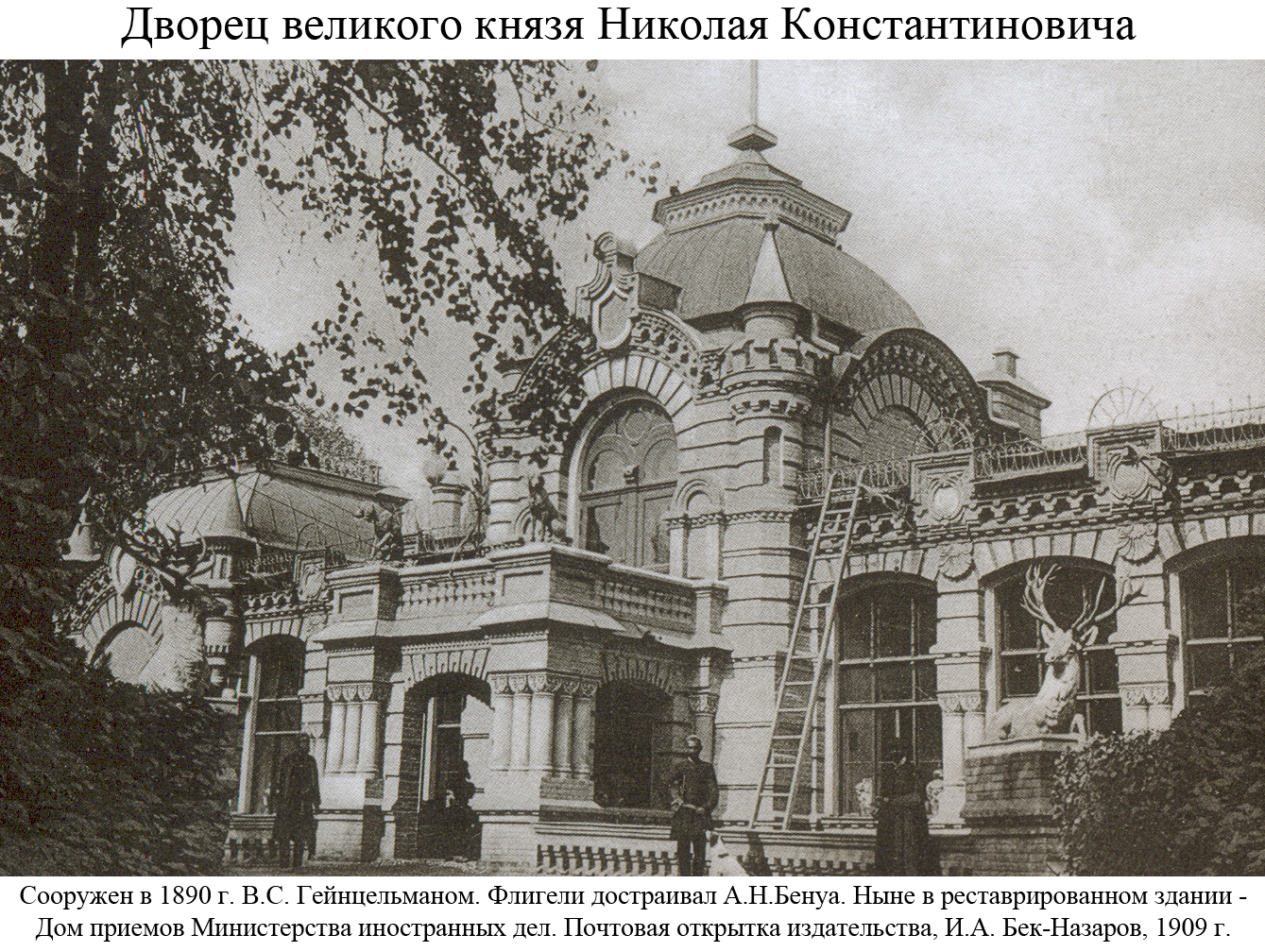
Здание дворца Великого князя Н. К. Романова

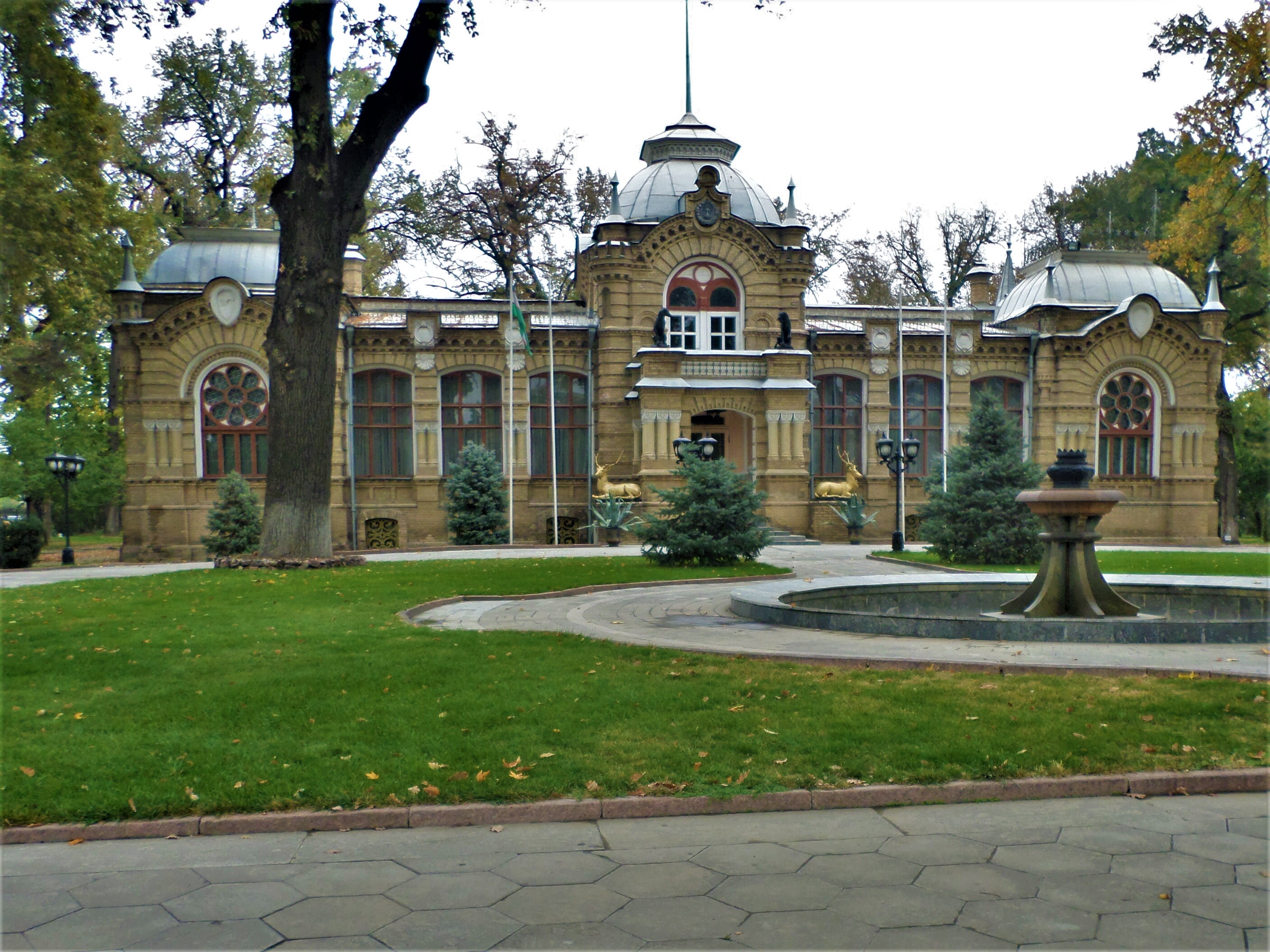
Здание дворца Великого князя Н. К. Романова. Современный вид

- Здание бывшего дворца Великого князя Николая Константиновича, построенное в 1889-1891 годах по проекту архитекторов В. С. Гейнцельмана и А. Л. Бенуа. После 1917 года в здании располагался Музей искусств Узбекистана, Республиканский дворец пионеров (с 1940 до 1970-х годов), музей антиквариата и ювелирного искусства Узбекистана (до начала 1990-х годов), в настоящее время это Дом приёмов МИДа Узбекистана.
- Здание бывшей аптеки Каплана, построенное в 1906 году по проекту архитектора Г. М. Сваричевского. Первоначально здание принадлежало аптекарю И. И. Краузе, а после его смерти было продано Каплану. В советское время в этом здании на улице Пушкинской находился Университет Марксизма-ленинизма. В настоящее время в здании располагается банк.

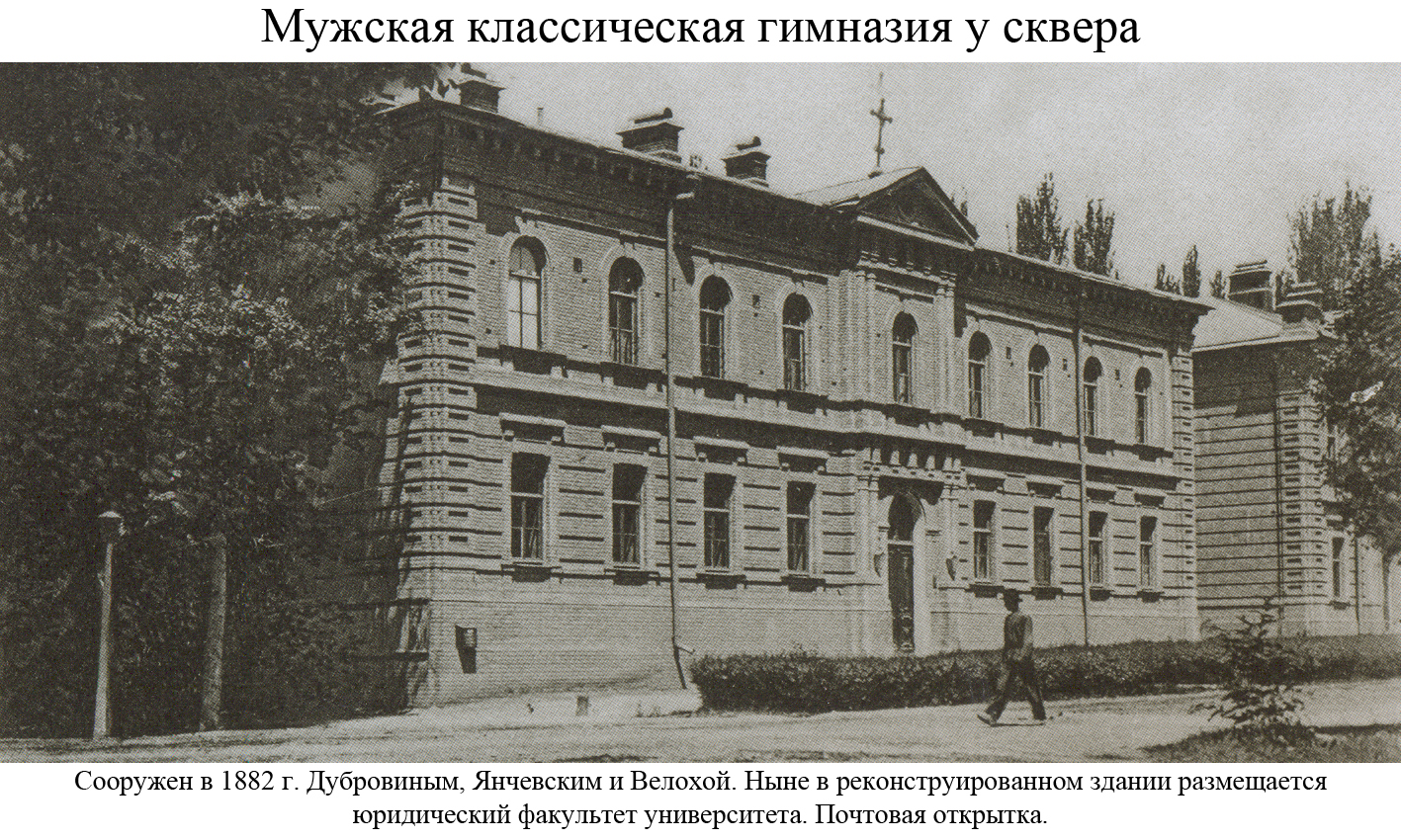
Ташкент. Центральный Сквер. Здание мужской гимназии

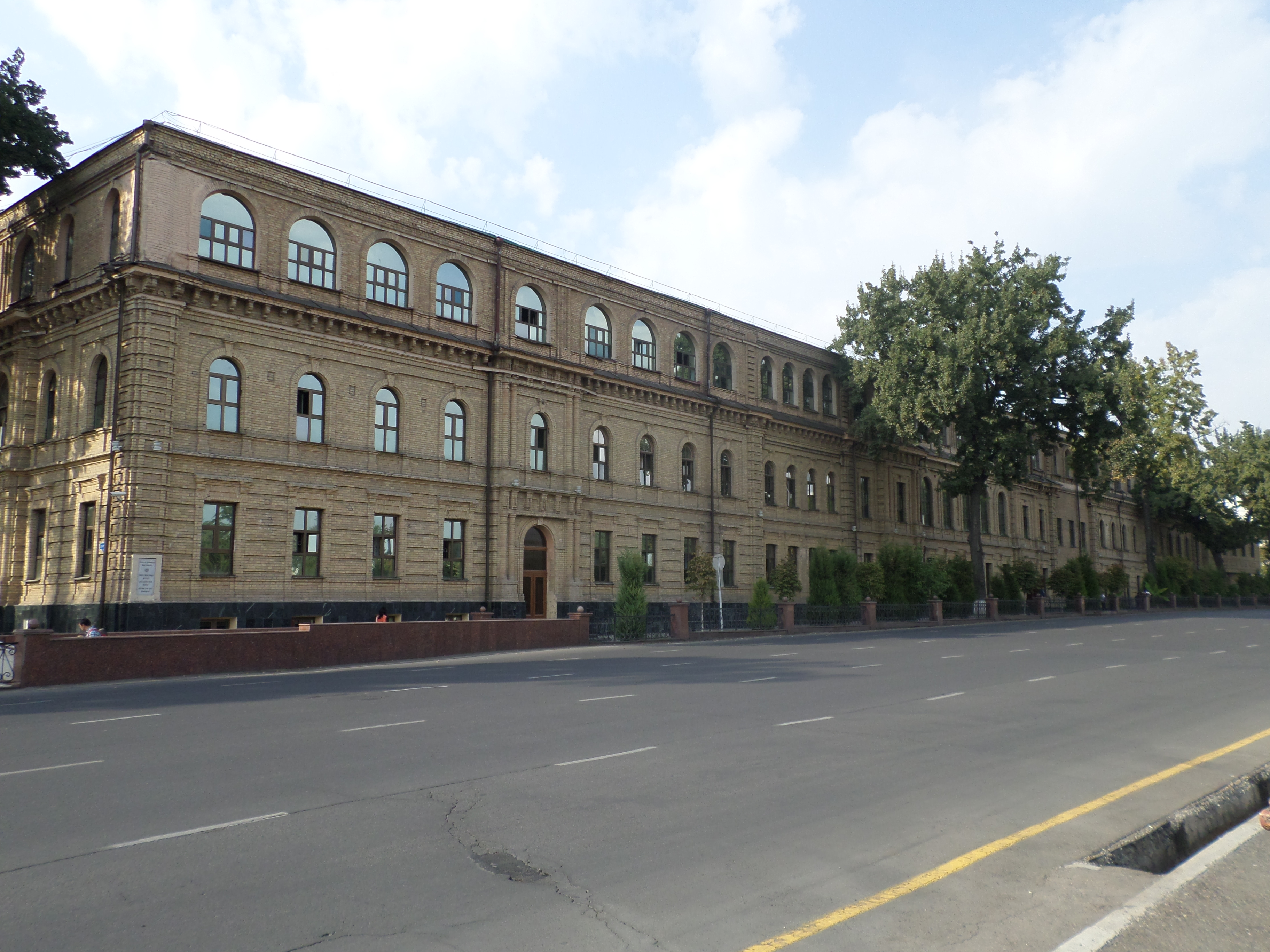
Ташкент. Центральный Сквер. Здание мужской гимназии

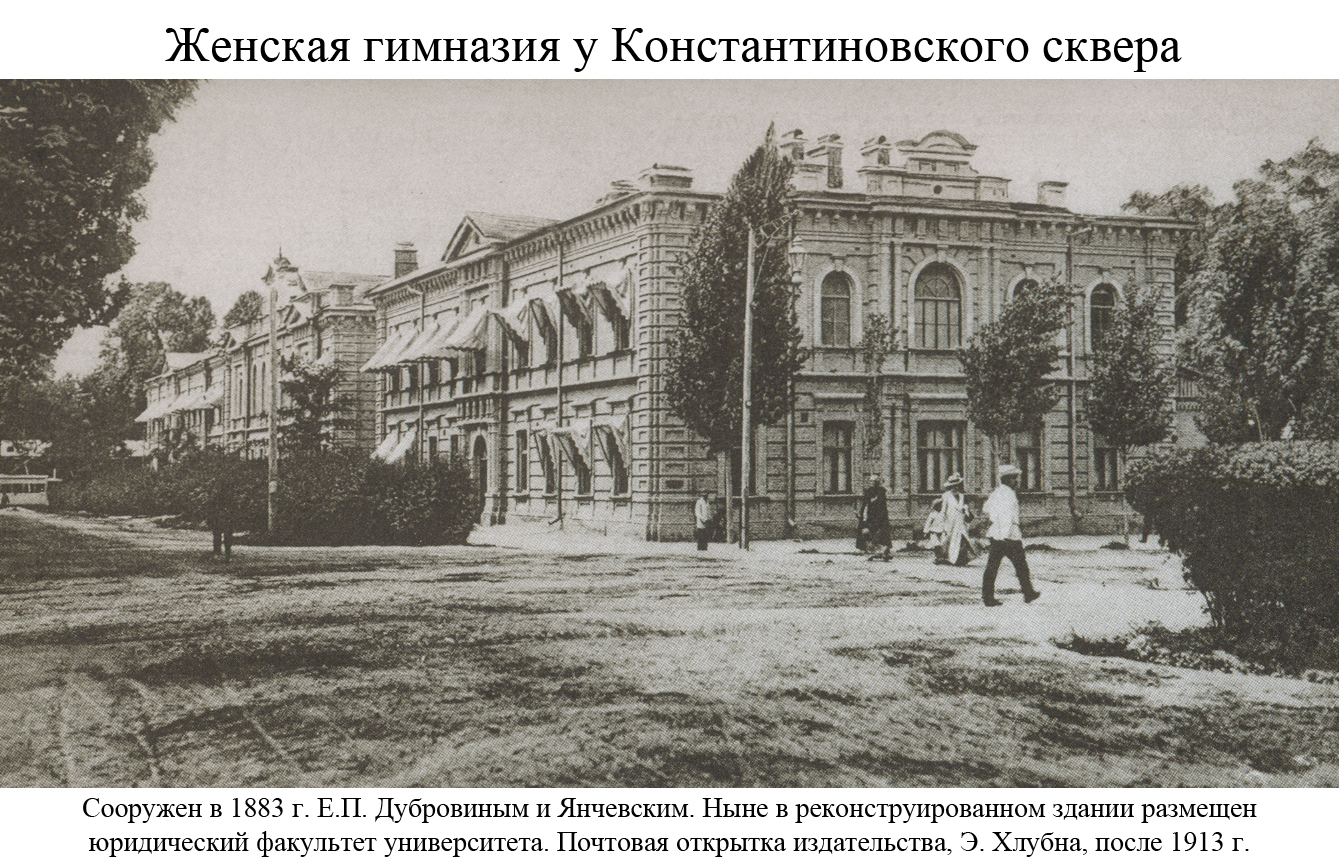
Ташкент. Центральный Сквер. Здание женской гимназии

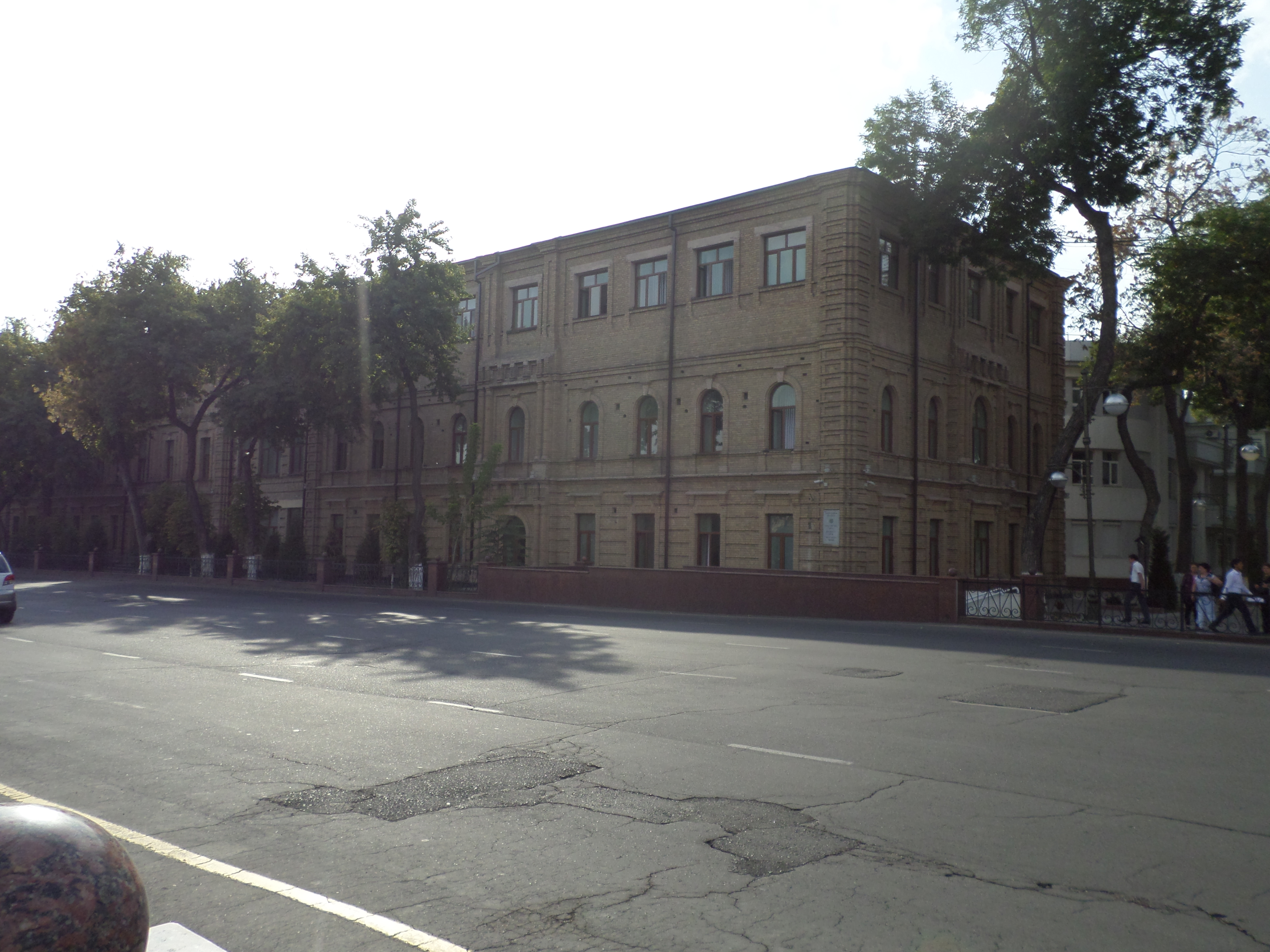
Ташкент. Центральный Сквер. Здание женской гимназии

- Корпуса мужской и женской гимназий, построенные в 1888 году по проекту архитектора Янчевского. С начала 1920-х годов в этих корпусах располагался первый в Средней Азии университет. Позднее в здании женской гимназии располагался факультет Ташкентского автодорожного института. В 1930-х годах оба здания гимназий были надстроены и стали трёхэтажными.

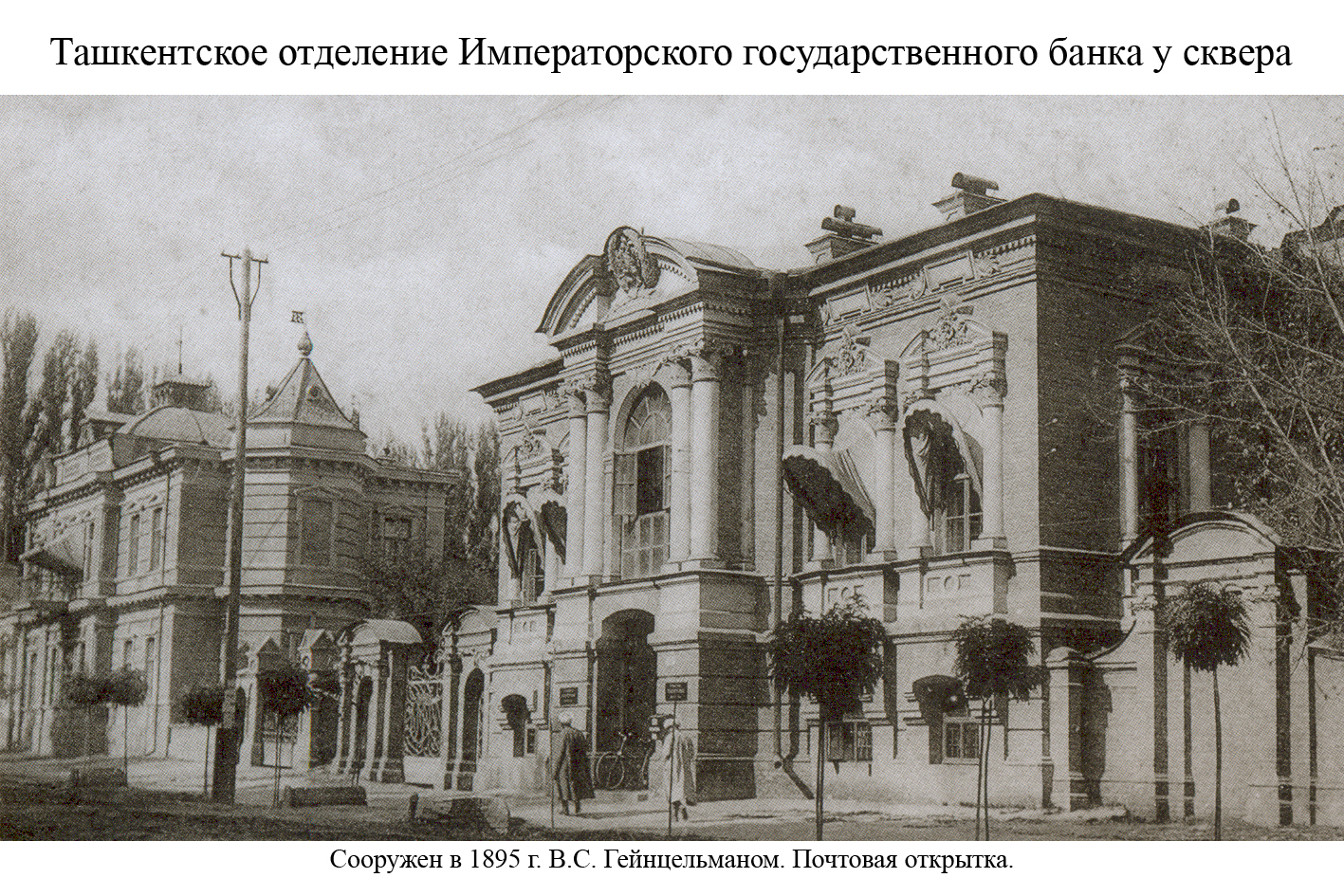
Ташкент. Центральный Сквер. Здание отделения государственного банка

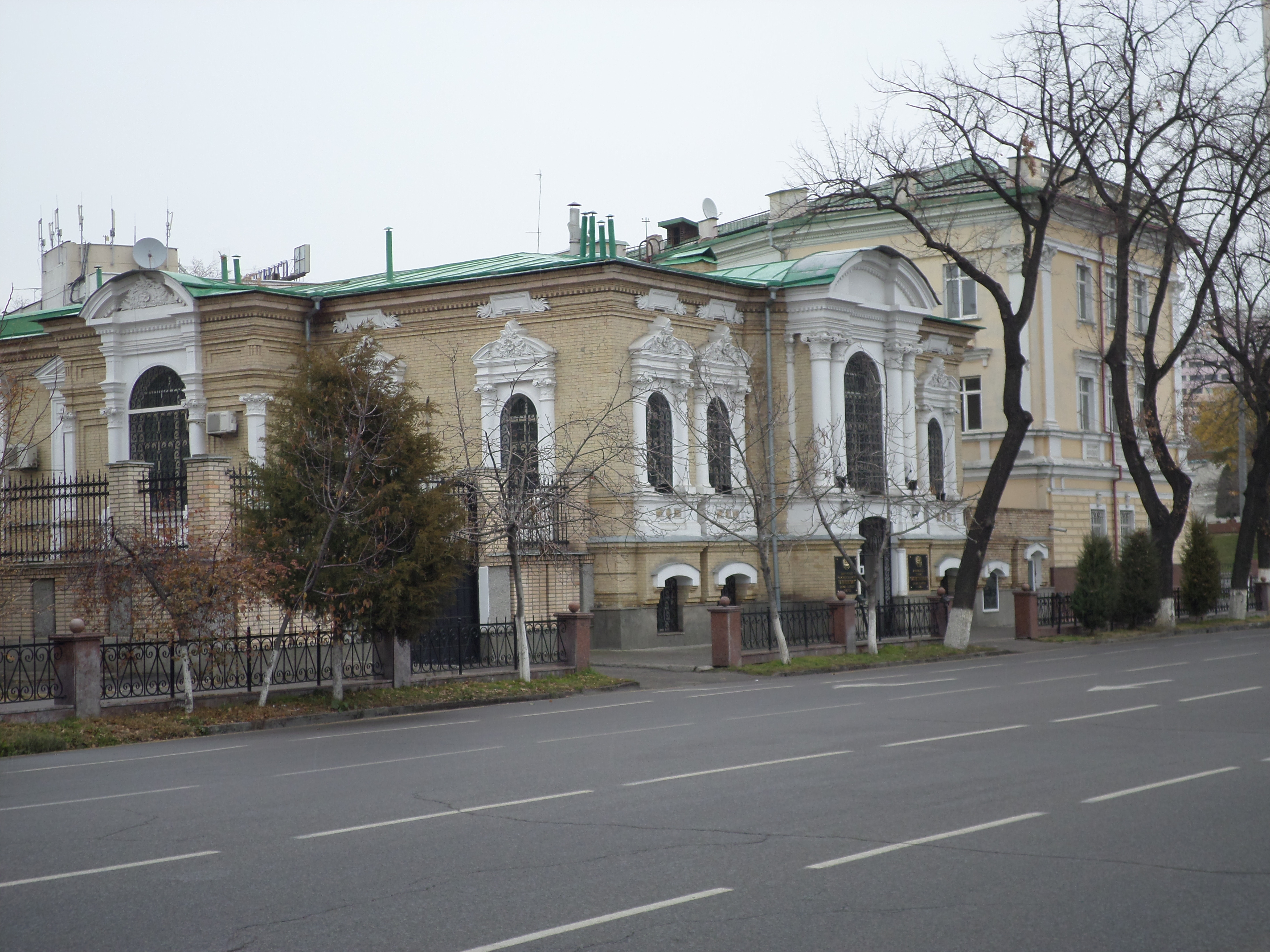
Ташкент. Центральный Сквер. Здание отделения государственного банка

- Здание отделения Государственного банка, входящее наряду со зданиями мужской и женской гимназии в архитектурный ансамбль, окаймляющий Центральный сквер города. Сохранилось до настоящего времени практически в неизменном виде.
- Здание Союза писателей Узбекистана расположено на Пушкинской улице прямо рядом со зданием отделения Государственного банка. Первоначально строилось (1940 год), как здание городского комитета Коммунистической партии (архитекторы С. Ларионов и В. Волчек).

Ташкент. 1907 год. Реальное училище

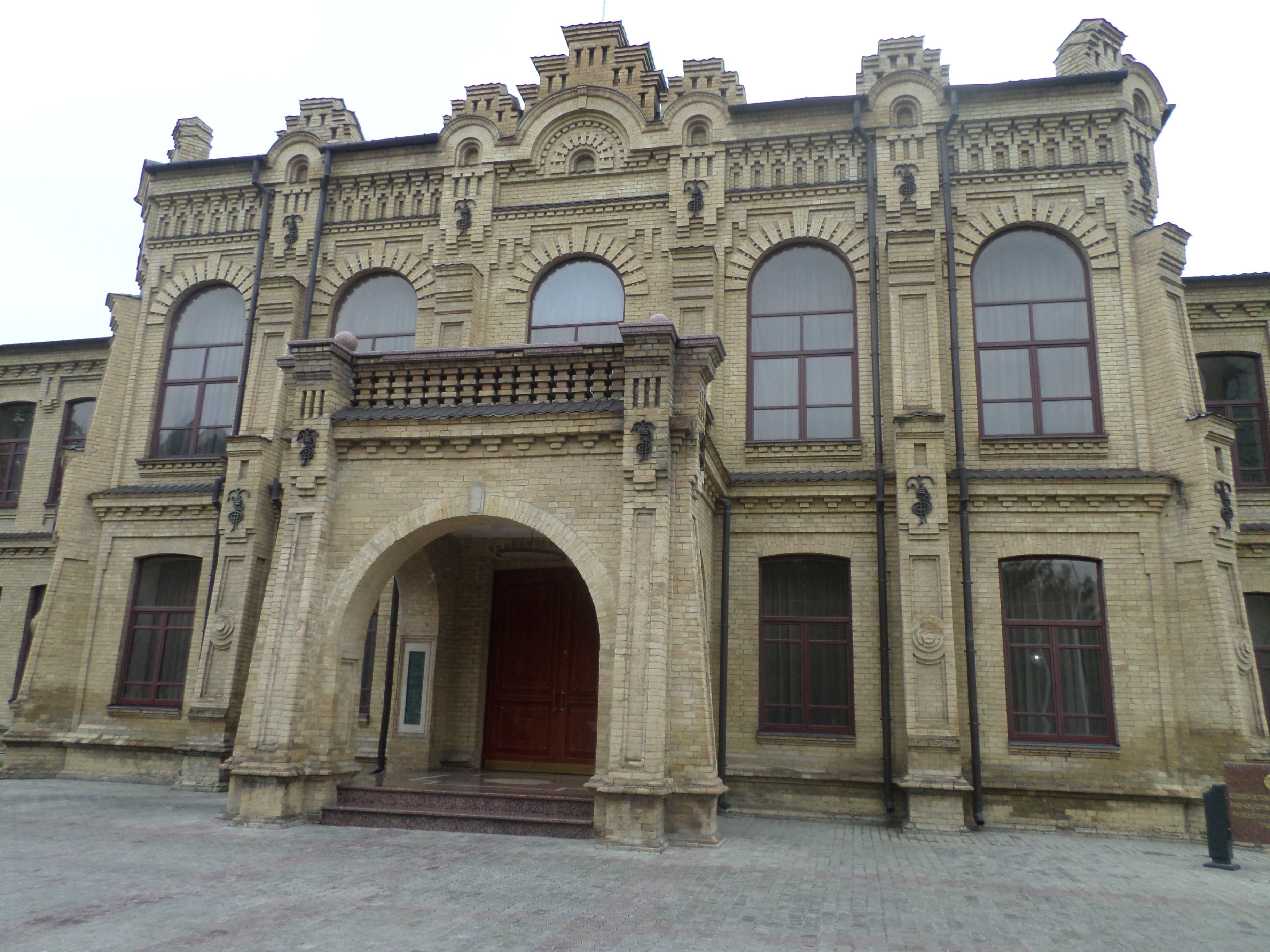
Ташкент. 1907 год. Реальное училище

- Здание Реального училища на углу Махрамского (сейчас Узбекистанский проспект) и Константиновского проспектов. В советское время в здании располагался химический факультет САГУ, а затем ТашГУ.

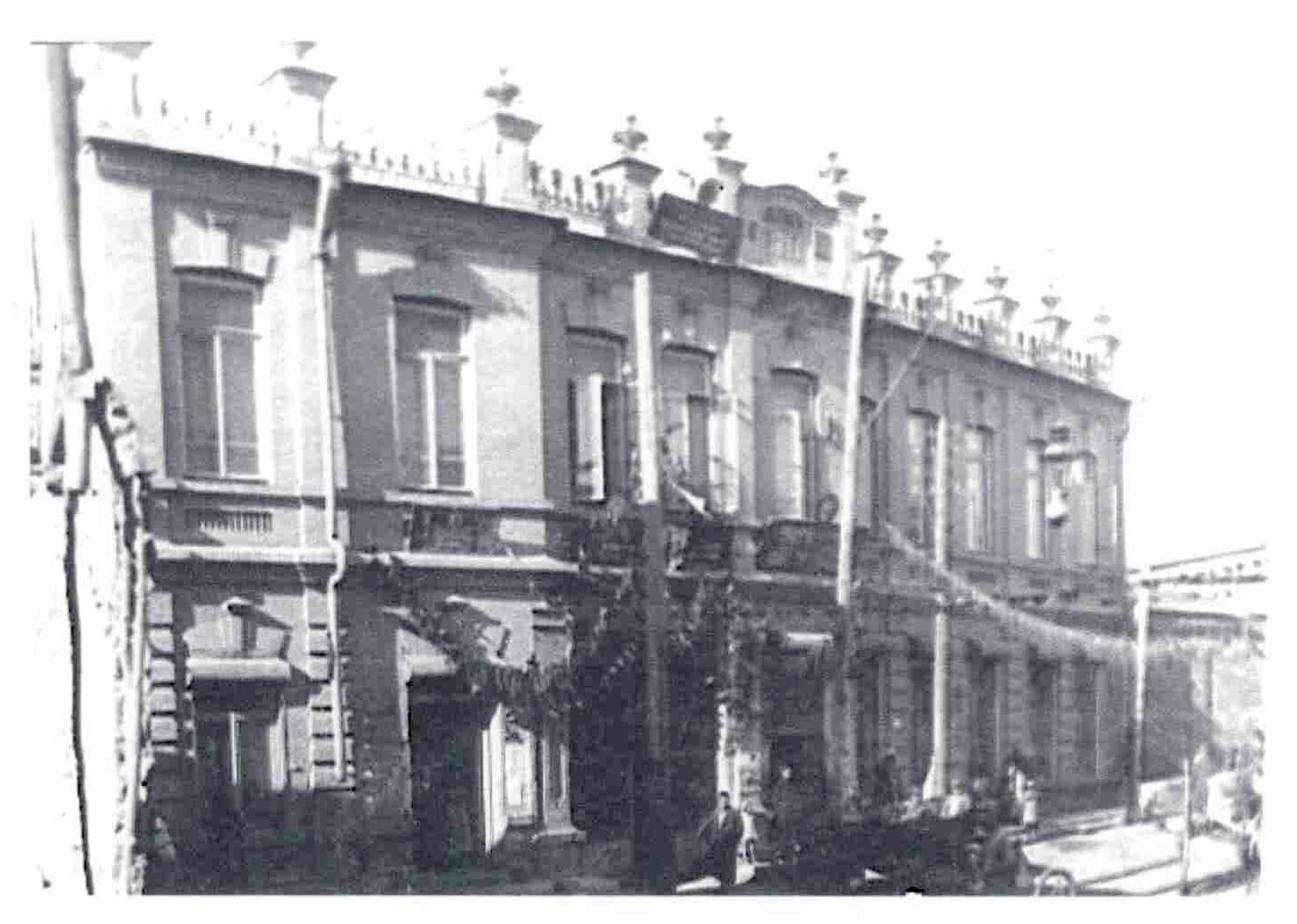
Ташкент. 1931 год. На фронтоне здания можно прочитать аббревиатуру «Домъ Бр. Ш» и дату сооружения «1911».

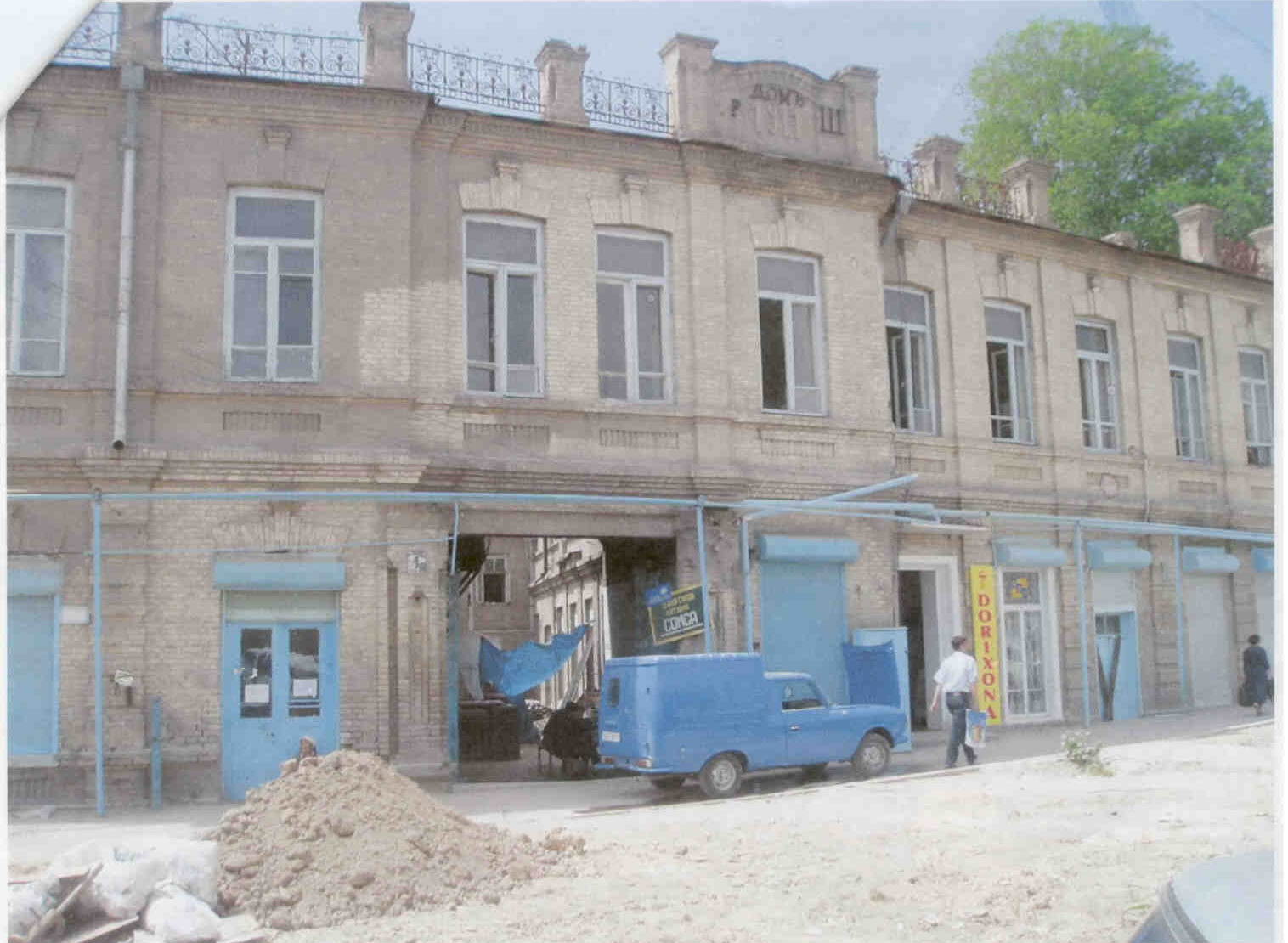
Ташкент. 1995 год. После Великой Отечественной войны здание использовалось в качестве поликлиники.

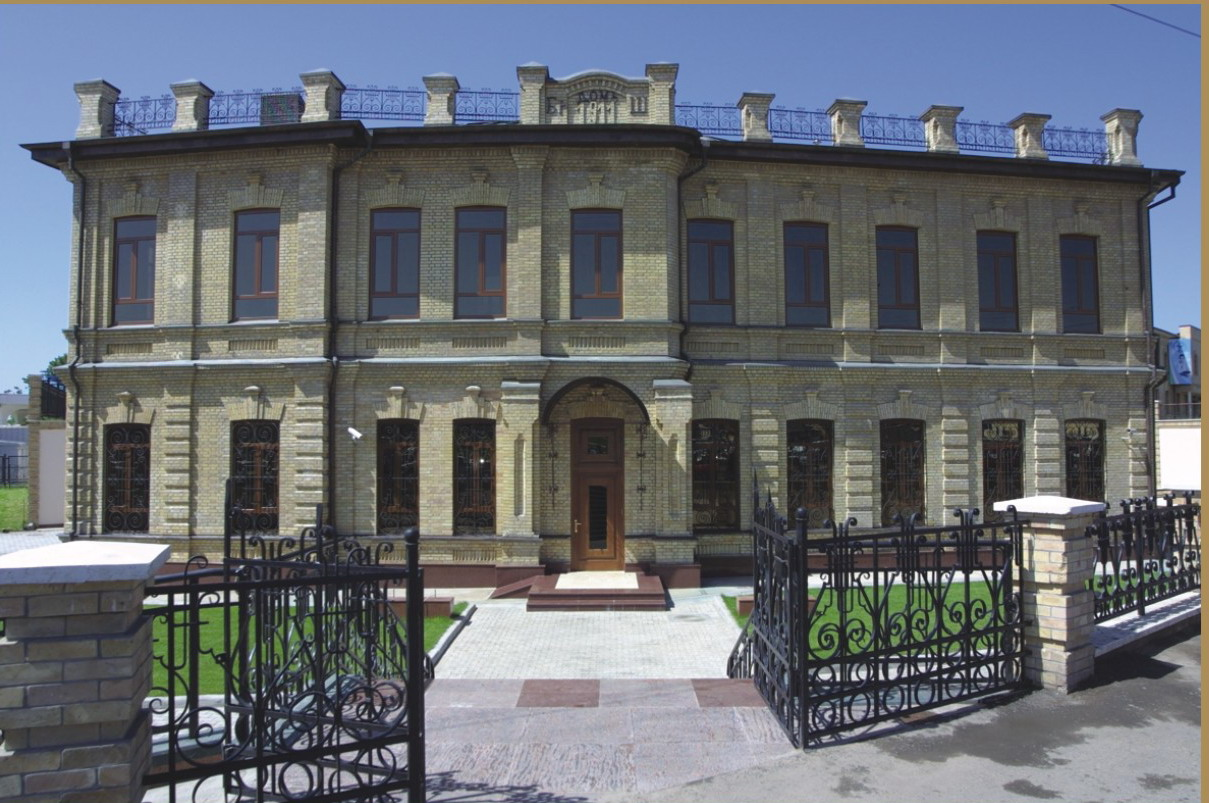
Ташкент. 2007 год. В настоящее время после капитальной реставрации здание является филиалом банка «Ипак Йули».

- Здание тульской фирмы самоваров «Братья Шемарины» 1911 года постройки. Помещения в этом доме сдавались в наём различным мануфактурным компаниям. После 1917 года было конфисковано государством и использовалось под различные службы Исполкома.
- Здание Первого Ташкентского Совета (Дом Вадьяева). В настоящее время здание детской библиотеки. В начале XX века в этом здании располагалось общественное собрание.
- Здание бывшей Казённой палаты, построенное в 1887 году по проекту архитектора В. С. Гейнцельмана. В советское время в 70—80-х годах в нём располагался Музей истории народов Узбекистана.

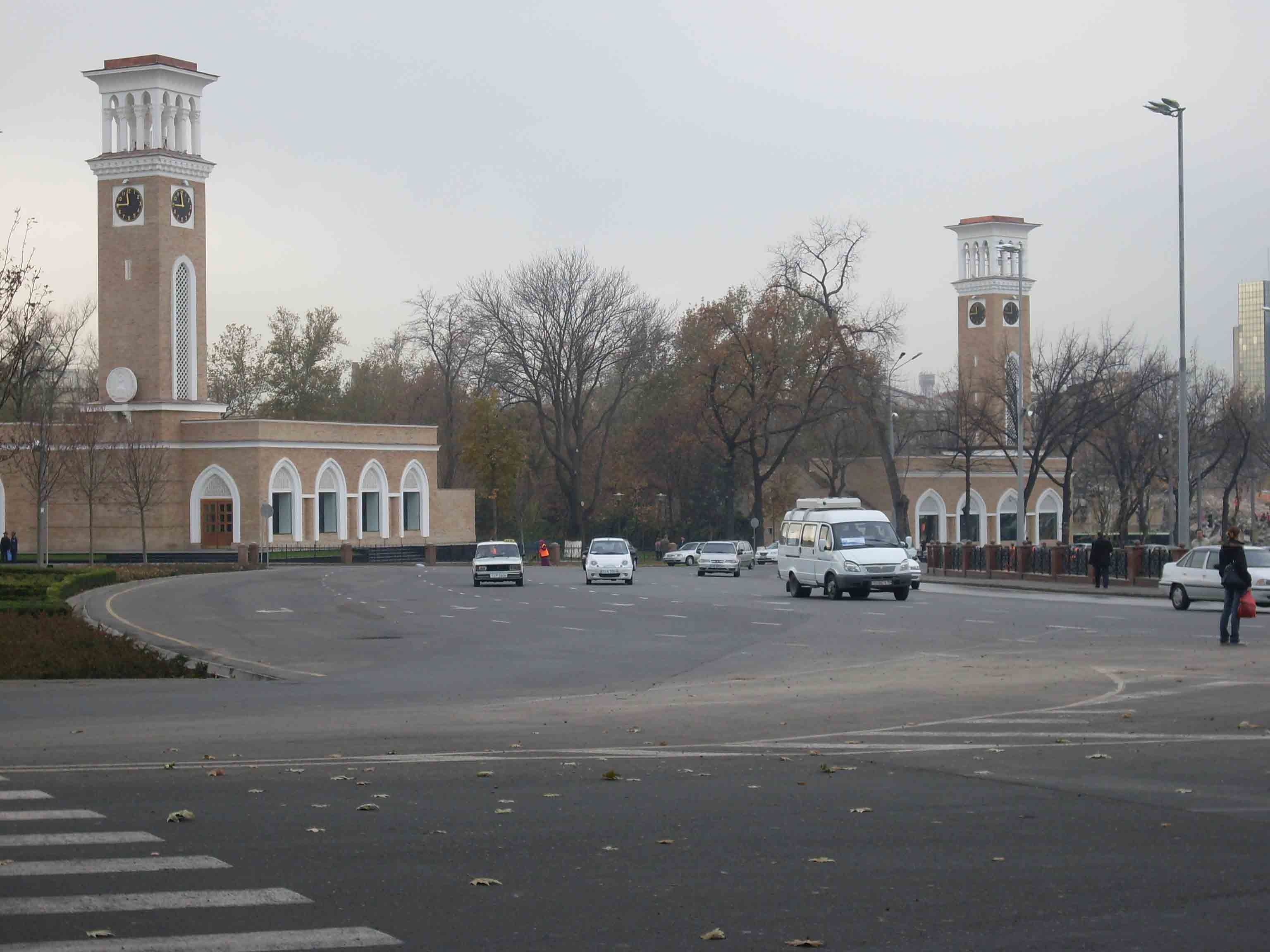
Ташкент. Куранты

- Ташкентские куранты — на протяжении многих десятилетий являлись символом Ташкента. Построены в 1947 году и заработали 30 апреля того же года. Архитектор А. А. Мухамедшин, главный инженер строительства В. Левченко. Строительство было начато по инициативе И. А. Айзенштейна — жителя города Ташкента, работавшего до Войны часовщиком, который привёз в качестве трофея из Германии часовой механизм башенных часов и подарил его своему родному городу от имени полка, в котором служил. Ранее часы располагались в здании ратуши городка Алленштайн в Восточной Пруссии[1], разрушенной во время боевых действий. На проект здания для часов архитекторным управлением города проводился конкурс, и был выбран лучший проект, а само строительство 30-метровой башни на тот момент считалось уникальным. Отделка здания курантов выполнялась при активном участии знаменитого резчика по ганчу (сырому алебастру), прославленного художника-орнаменталиста, почётного члена Академии наук Узбекистана усто[2] Ширина Мурадова.

Интересно, что в 2009 году недалеко от старых курантов была построена точная копия башни, с установленными на ней курантами, поэтому в настоящее время в Ташкенте недалеко друг от друга стоят две башни с одинаковыми курантами.
- Здание Пассажа Яушевых на Ирджарской (в советское время улица Кирова), в настоящее время в нём располагается банк.
- Здание Ташкентское отделения Азово-Донского банка — находится на углу Ирджарской улицы (в советское время улица Кирова) и Воронцовского проспекта (ныне улица Сулеймановой). Здание было построено в 1910 году. После революции и до конца 1970-х годов в здании находилось отделение Государственного банка, позднее учебный центр МНУЦ. В настоящее время ГосЗнак Республики Узбекистан.

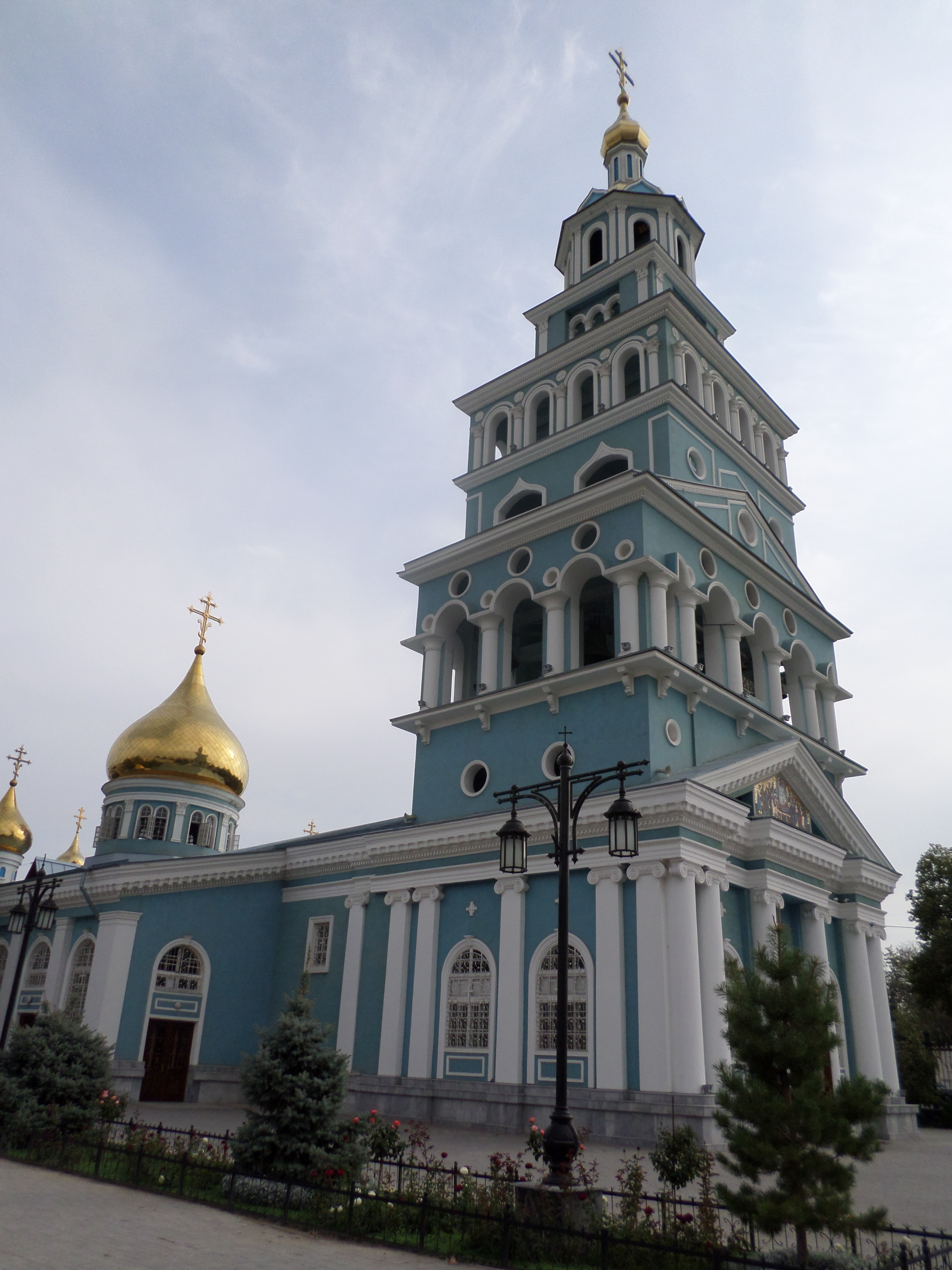
Ташкент. Кафедральный собор Успения Божией Матери.

- Кафедральный собор Успения Божией Матери — расположен на улице Госпитальной рядом со старой территорией Военного госпиталя недалеко от центрального железнодорожного вокзала. В настоящее время кафедральный собор, то есть главный храм, Ташкентской епархии.

Ташкент. Кирха

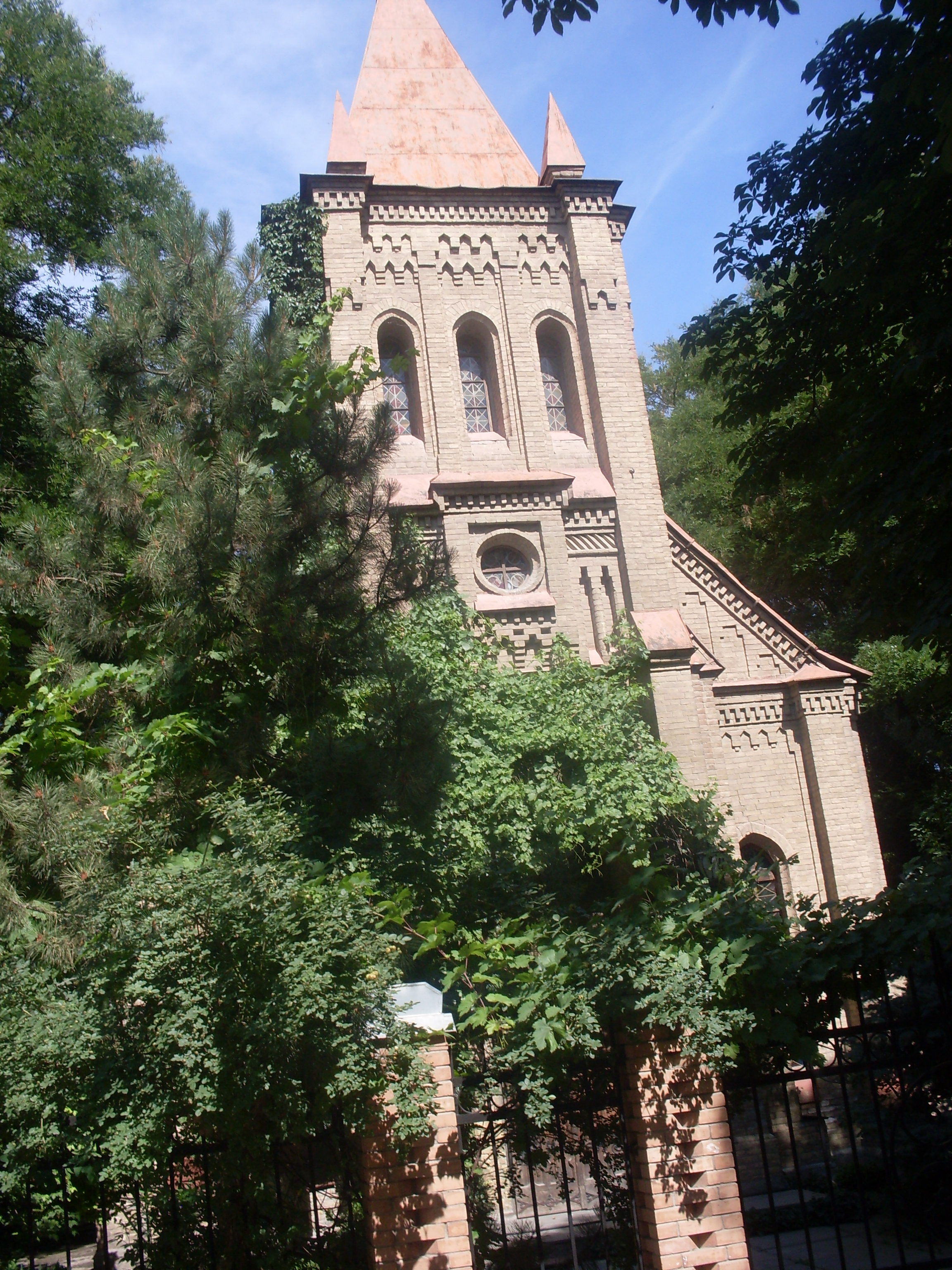
Ташкент. Кирха

- Евангелическо-лютеранская церковь, расположенная на улице Садыка Азимова (старое название — улица Жуковского). Первая служба в этом храме состоялась 3 октября 1899 года. Здание кирхи построено лютеранской общиной города на деньги И. И. Краузе по проекту А. Л. Бенуа. В советское время здание использовалось под склад, в конце 1970-х годов здание было передано Ташкентской консерватории и после проведённой реставрации стало использоваться как помещение для оперной студии консерватории. В это же время в здании был установлен орган и в нём стали регулярно проводится концерты органной музыки. В 1990-е годы здание было передано вновь созданной лютеранской общине города, хотя реальное число лютеран в Ташкенте на тот момент было весьма малочисленным[4].

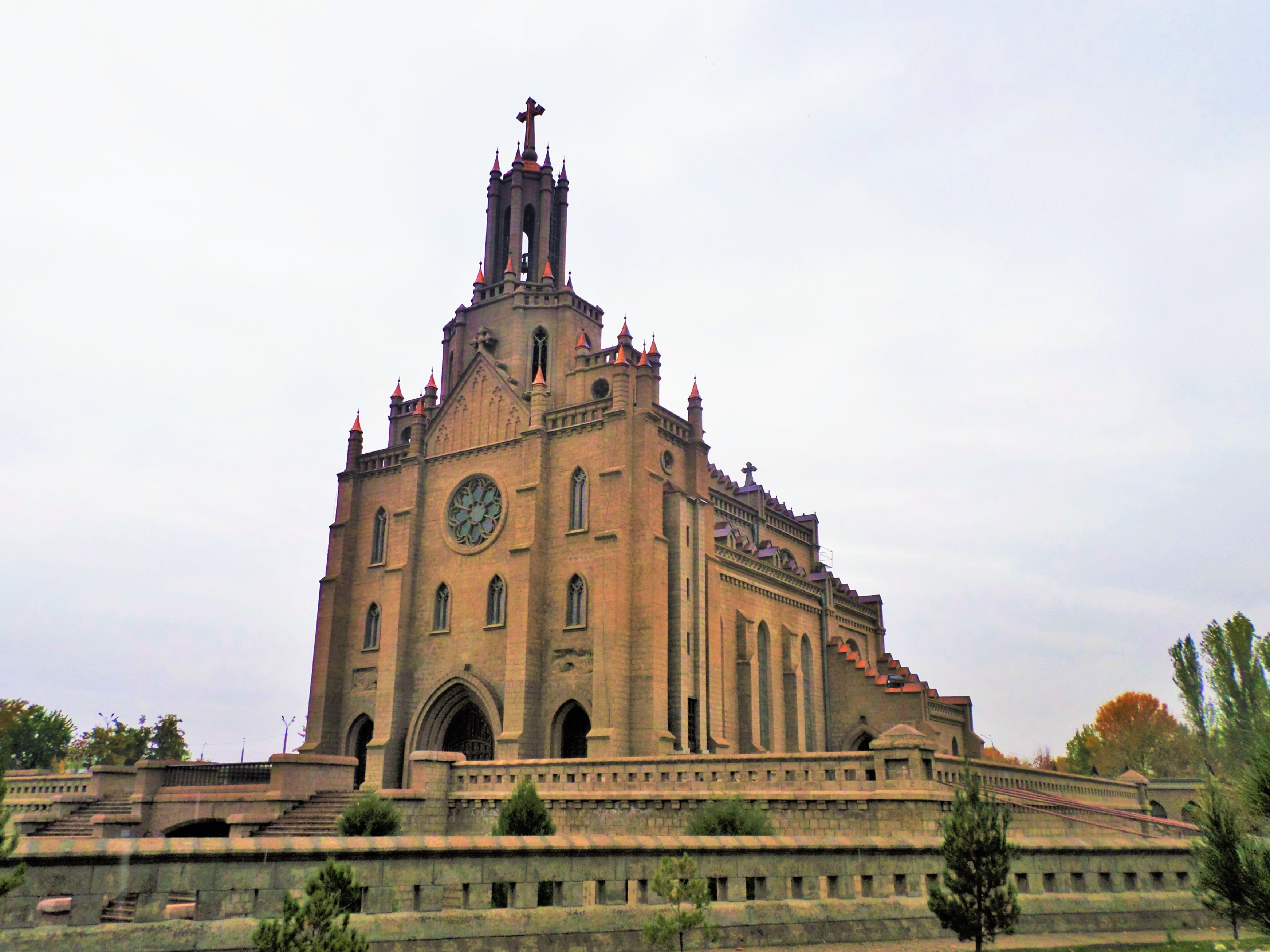
Ташкент. Католический костёл

- Католический костёл — римско-католический храм «Святейшего Сердца Иисуса», известный в городе как просто польский костёл, расположенный на улице Садыка Азимова напротив старого ТашМИ.

Ташкент. 1910 год. Склад товарищества ситценабивной мануфактуры «Эмиль Циндель»

- Склад товарищества ситценабивной мануфактуры «Эмиль Циндель» в старогородской части города Ташкента. После 1917 года штаб коммунистической партийной дружины и помещение Совета рабочих депутатов старогородской части Ташкента.

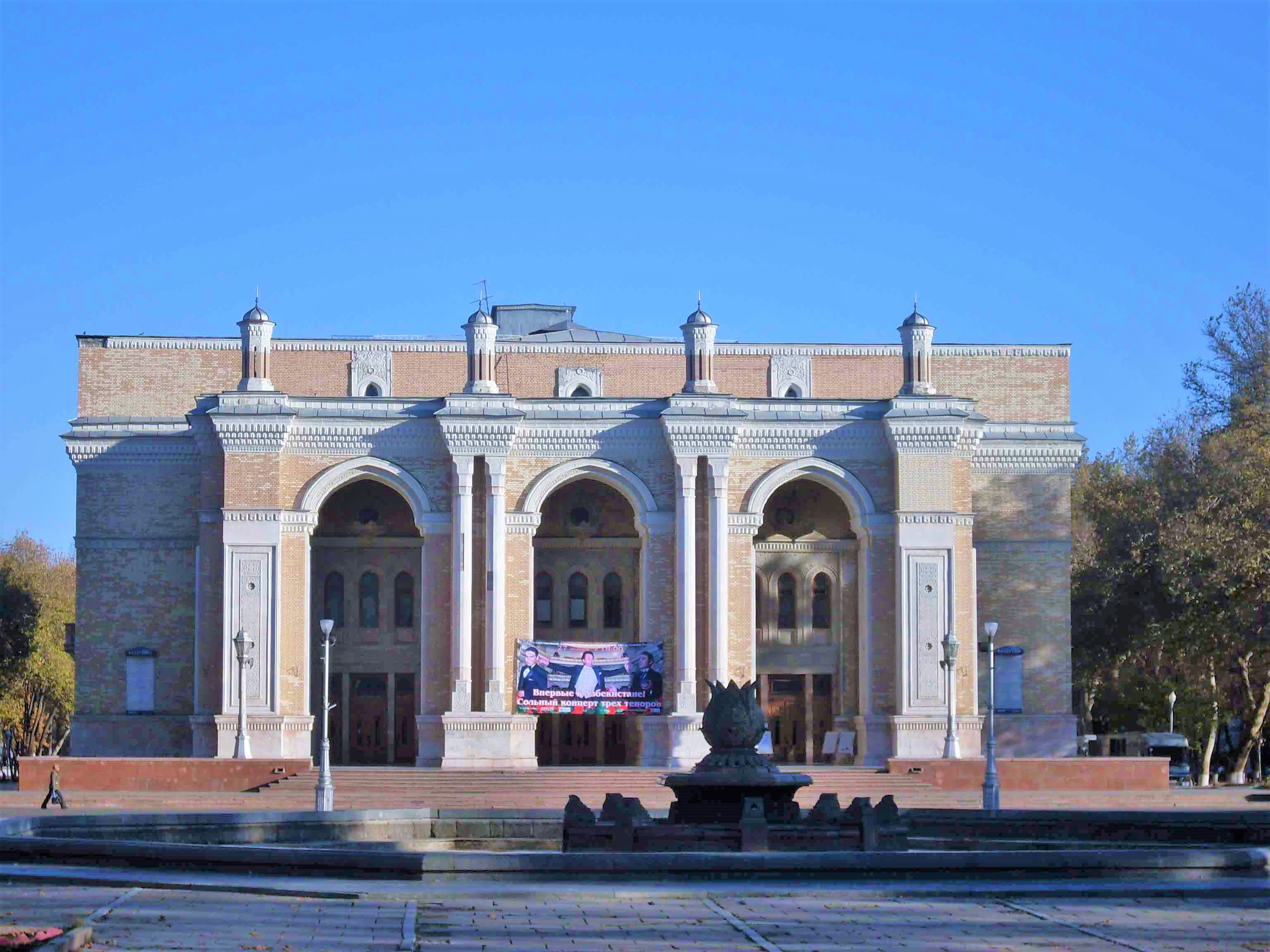
Ташкент. Республиканский театр Оперы и балета им. Алишера Навои

- Здание Республиканского театра оперы и балета им. Алишера Навои, построенное в 1940—1947 годах по проекту архитектора А. В. Щусева[5]. Строительство здания театра было начато на площади, где в течение долгого времени располагался Воскресенский базар[6]. Торжественное открытие театра состоялось в ноябре 1947 года, во время празднования 500-летия со дня рождения А. Навои, имя которого и было присвоено новому театру. Зрительный зал вмещает 1400 человек, площадь сцены 540 м². Шесть залов фойе, расположенных на трёх этажах по сторонам зрительного зала, посвящены шести имевшимся в составе Узбекской ССР в 1947 году областям: Ташкентской, Самаркандской, Бухарской, Термезской, Хивинской и Ферганской. Для оформления залов здания театра архитектором были приглашены мастера из каждой области. За создание театра А. В. Щусеву была присуждена Государственная премия СССР 1948 года. В начале войны строительство было заморожено и вновь возобновилось в 1943 году. Интересно, что в послевоенные годы строительство здания театра осуществлялось в основном силами японских военнопленных, находившихся в то время в Ташкенте.

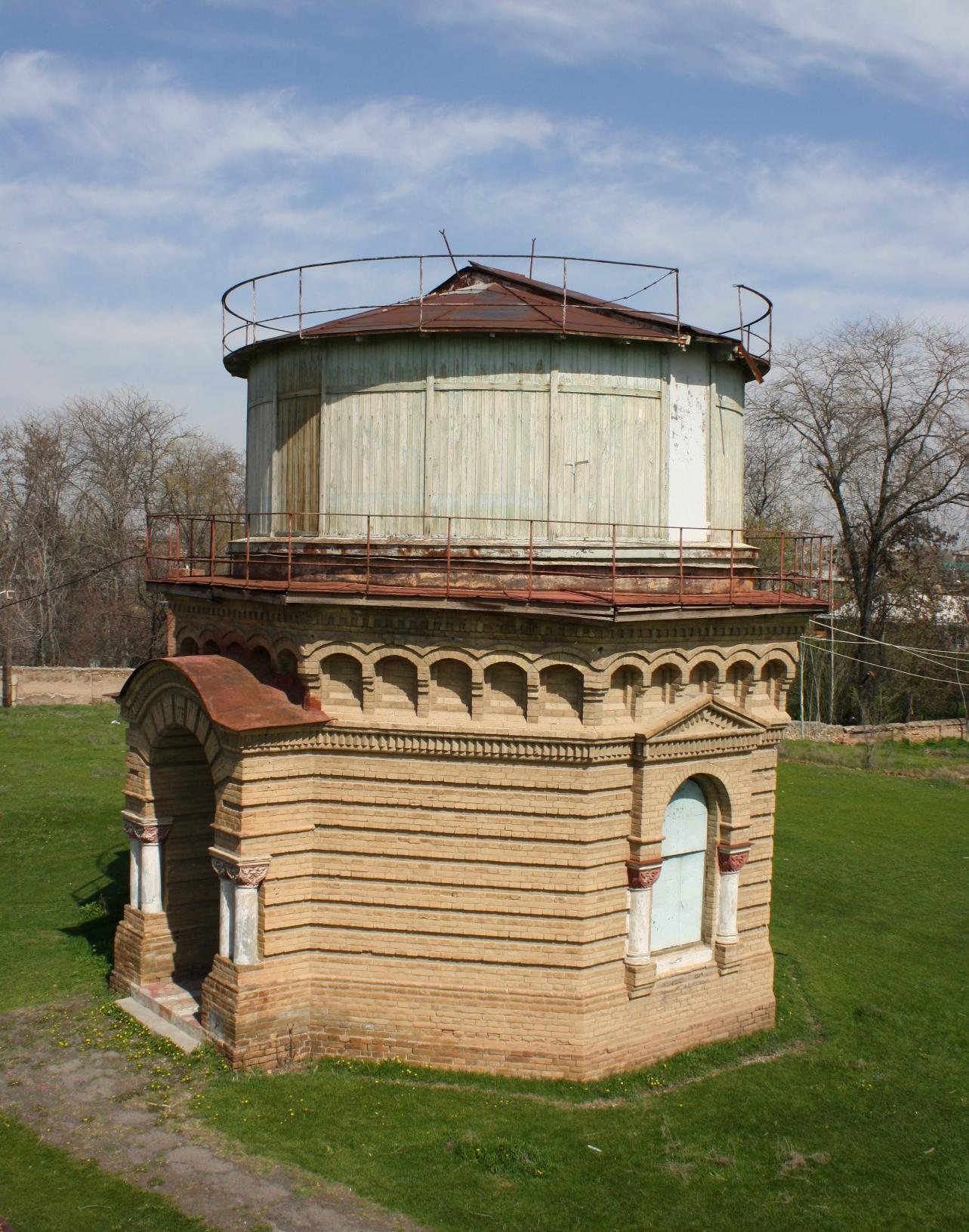
Ташкент. Институт Астрономии. Здание постройки XIX века для размещения телескопа

- Комплекс зданий Ташкентской астрономической обсерватории (в настоящее время Астрономический институт имени Мирзо Улугбека), построенных в конце XIX века по проекту архитектора В. С. Гейнцельмана.

Ташкент 1917 год. Здание Туркестанской судебной палаты и Окружного суда

- Здание Туркестанской судебной палаты и Окружного суда (в настоящее время Здание управления железной дороги). На фотографии даётся вид на парадный вход здания. В настоящее время это вид на здание со стороны внутреннего двора управления железной дороги, поэтому сейчас эту часть здания с улицы увидеть нельзя. Здание было построено в 1912 году по проекту архитекторов Г. М. Сваричевского и К. М. Тильтина для Туркестанской судебной палаты и Окружного суда. Полностью строительство комплекса было завершено к 1918 году. Интересно, что в 1918 году это было единственное в Ташкенте здание, имевшее три этажа. После революции 1917 года это здание некоторое время использовалось в качестве одного из учебных корпусов Среднеазиатского государственного университета.

## Утерянные архитектурные достопримечательности

Вид Ташкентской крепости. 1870 год

- Ташкентская крепость — была построена генералом Черняевым напротив ворот Коймас (Катаган) на левом берегу канала Анхор после занятия Ташкента русскими войсками в июне 1865 года.

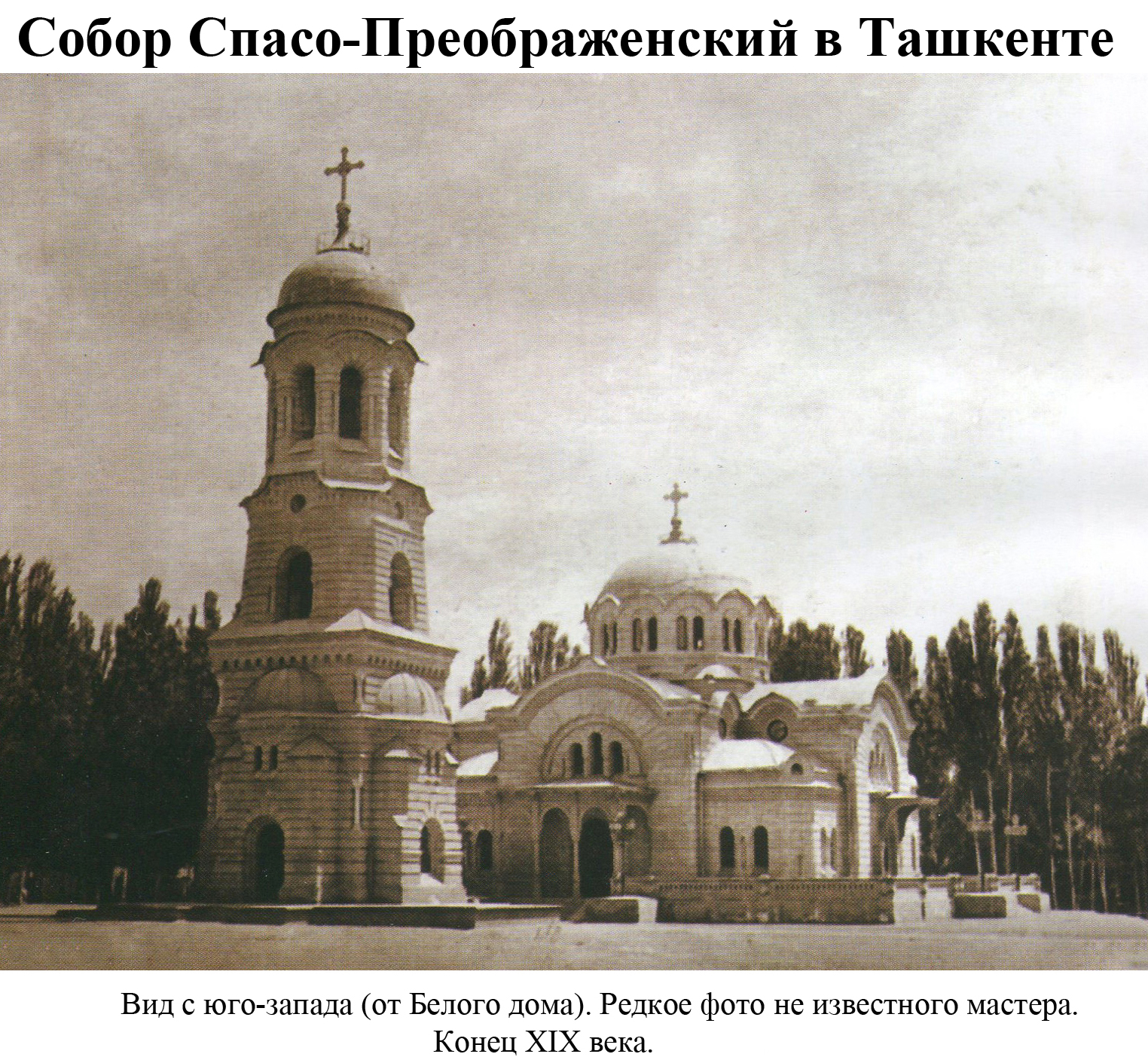
Ташкентский военный Спасо-Преображенский собор

- Спасо-Преображенский собор — здание собора было построено по первоначальному эскизу архитектора Розанова, разработанному в 1871 году, и подробным проектам, выполненным военными инженерами, на площади в центре города, получившей название «Соборной». Собор был сложен из жжёного кирпича, в византийском стиле и был трёхпрестольный. Иконостасы всех трёх алтарей с иконами были исполнены академиком М. О. Микешиным. Внутренность собора поражала своими лепными работами. Собор вмещал до 1500 человек. Колокольня была устроена отдельно от собора. В 1930-х годах собор по решению советских властей был снесён.
- Иосифо-Георгиевский собор — располагался у входа во дворец Великого князя Николая Константиновича Романова у перекрёстка улиц Соборной и Романовского (в советское время перекрёсток улиц Карла Маркса[7] и Ленина).

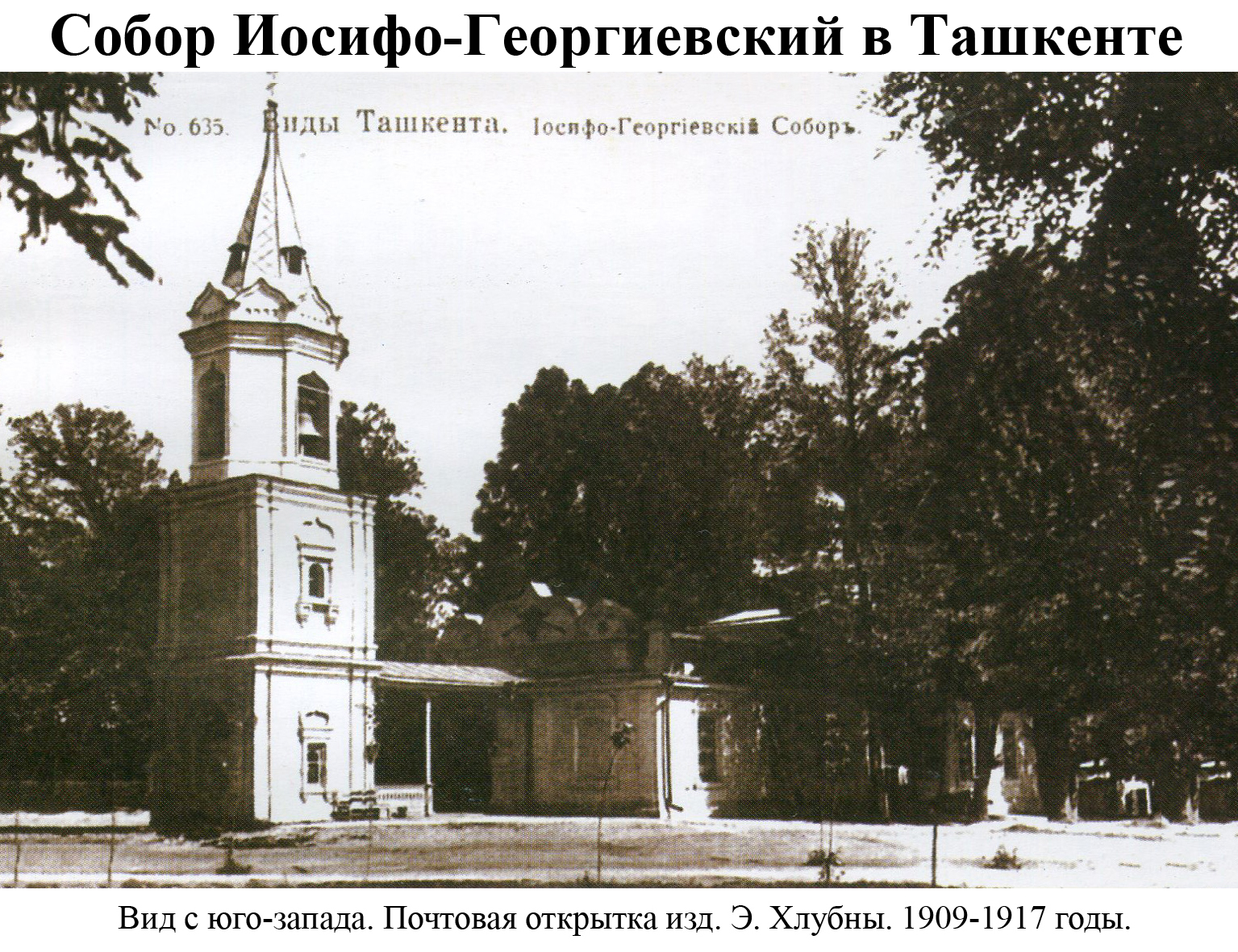
Иосифо-Георгиевский собор в Ташкенте

На месте, где стоял этот храм, была построена первая православная церковь в Ташкенте, которая была освящена 22 декабря 1868 года. Здание первого храма было выполнено из сырцового кирпича и дерева. В 1877 году (по другим сведениям в 1875 году) на месте старого здания по проекту архитектора Н. Ф. Ульянова инженером Шавровым был построено новое здание собора. Это было одно из красивейших и оригинальных зданий в Ташкенте, трёхпрестольный храм вмещал до 800 молящихся и был выполнен из жжёного кирпича, из которого были построены и многие другие красивейшие здания в Ташкенте (в настоящее время подобные сооружения принято характеризовать как здания, построенные в «Туркестанском стиле»). Собор имел трёхъярусную колокольню и иконостас, выполненный из ганча (резьба по сырому алебастру) узбекскими мастерами. Из ганча были выполнены и лепные украшения под сводом храма.
Около стен собора был похоронен скончавший в январе 1918 года Великий князь Николай Константинович.
В советское время собор был «перепрофилирован». Долгое время в нём располагался Республиканский театр кукол, а в алтарной части здания было оборудовано кафе-пельменная, около которой располагалось летнее кафе-мороженое.
После получения Узбекистаном независимости эти здания были снесены в конце 1990-х годов. В настоящее время на его месте находится небольшой скверик.

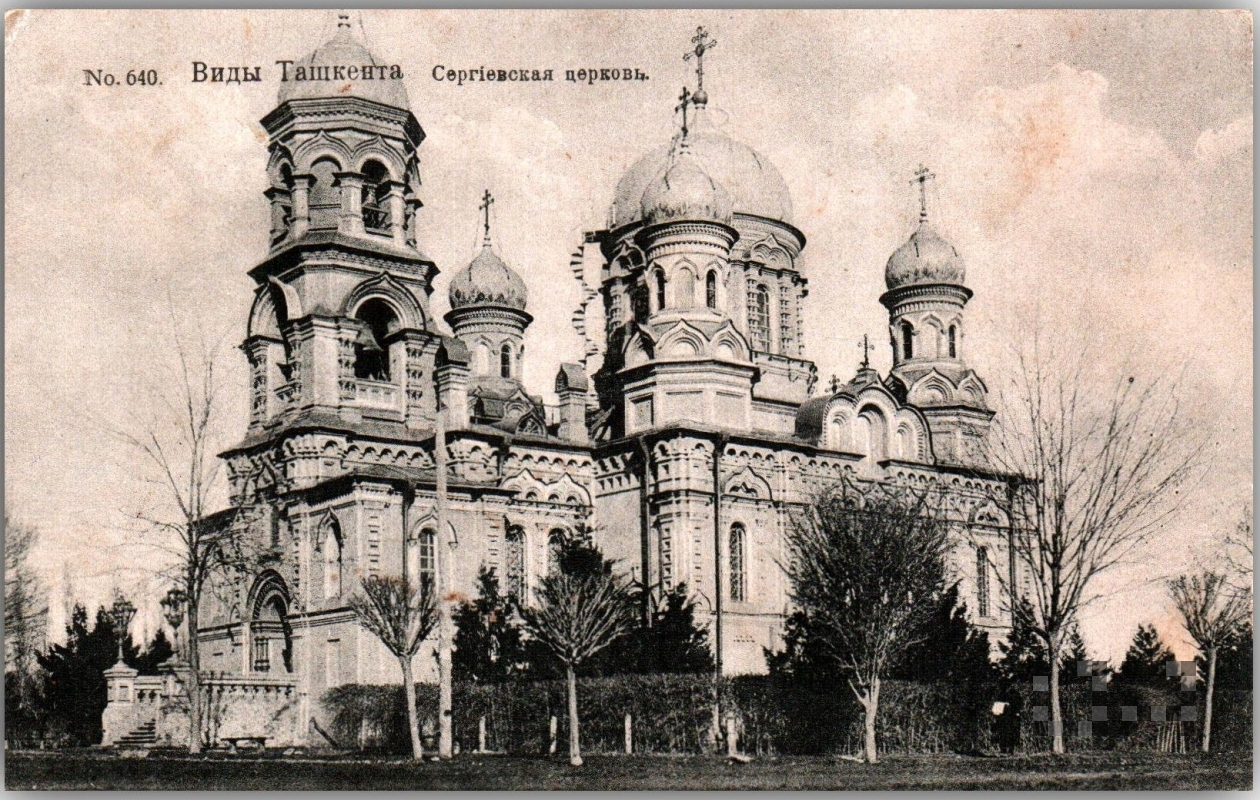
Ташкент. Храм Святого Сергия Радонежского

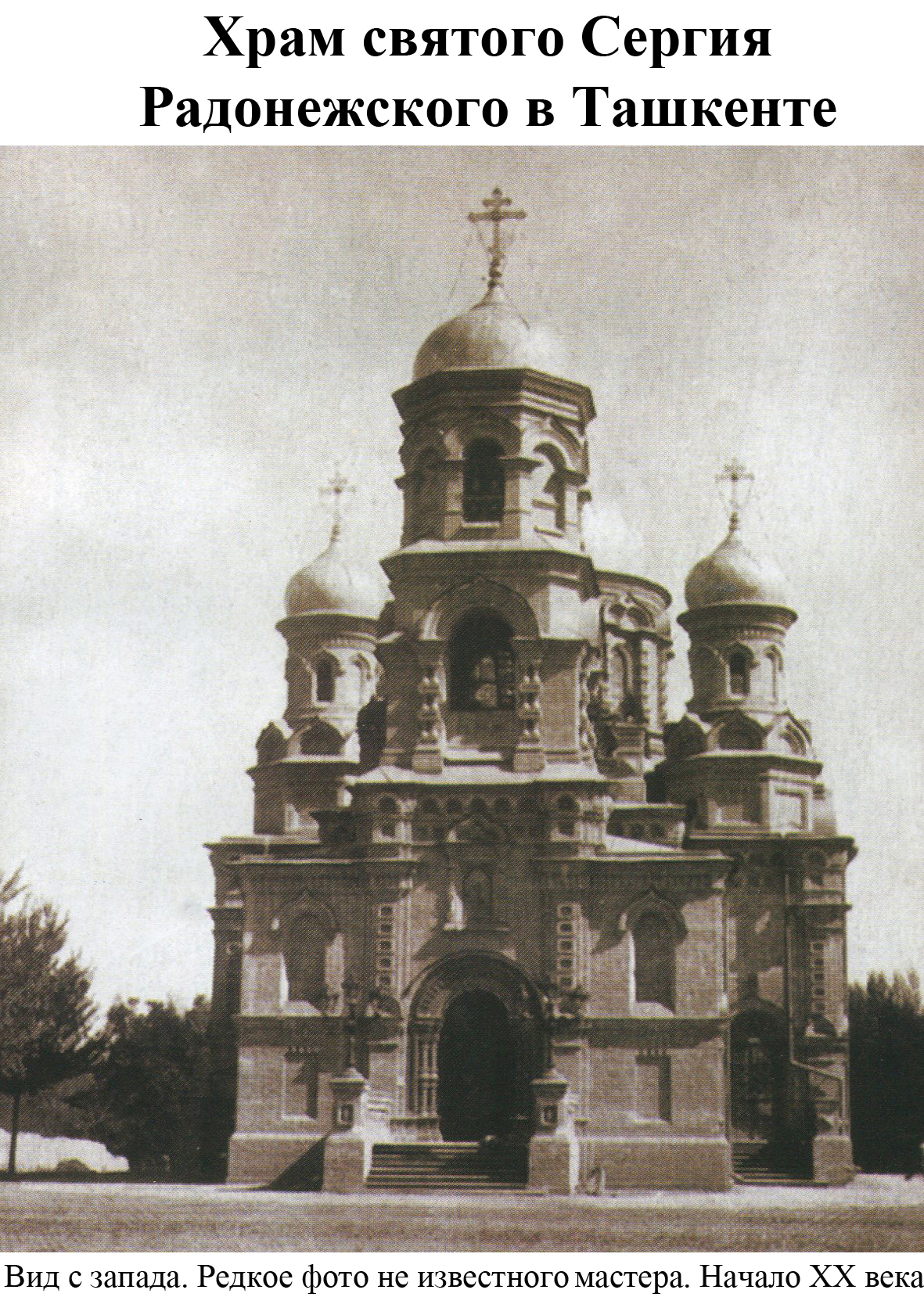
Ташкент. Храм Святого Сергия Радонежского

- Храм Святого Сергия Радонежского — храм был построен в 1897 году и находился в месте пересечения улицы Пушкинской и Ассакинской. Был хорошо виден в конце улицы Пушкинской прямо от Сквера. В середине 1930-х годов по решению советских властей собор был снесён.

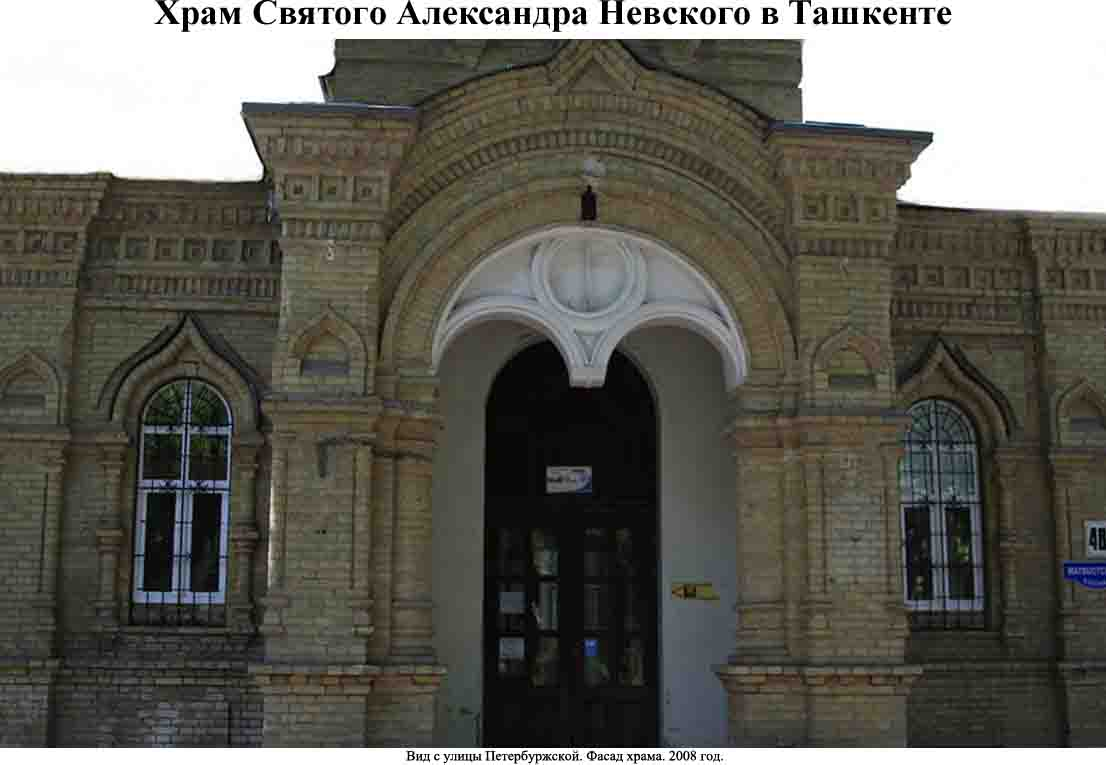
Ташкент. Храм при Учительской семинарии

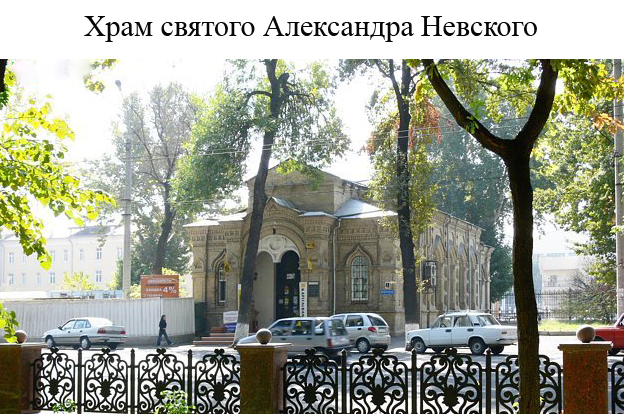
Храм Святого Александра Невского при Учительской семинарии

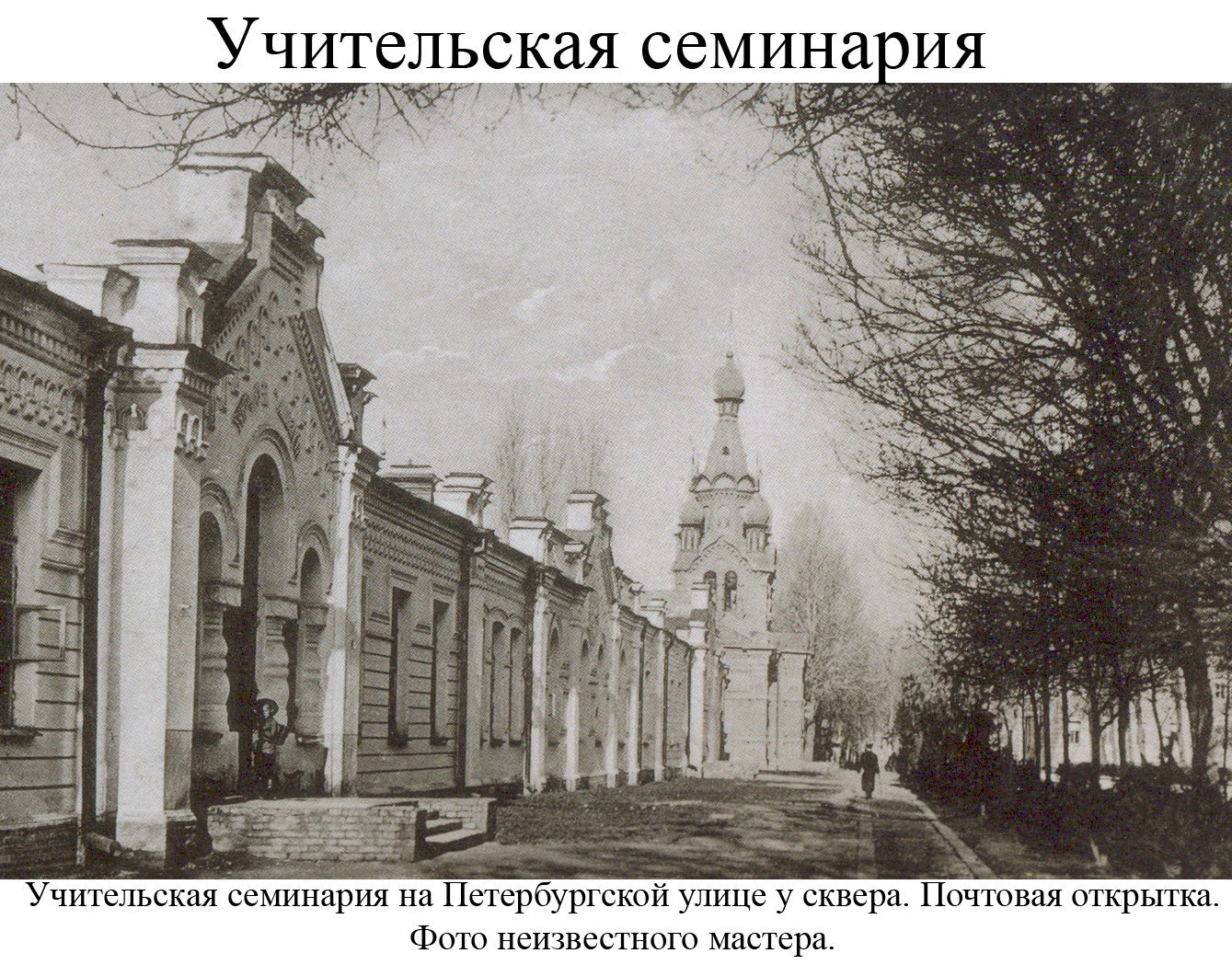
Вид здания Учительской семинарии в Ташкенте

- Здание Учительской семинарии на сквере — частично сохранялось до ноября 2009 года, когда было полностью снесено.
- Храм Святого Александра Невского при Учительской семинарии. До ноября 2009 года здание церкви (построенное в 1898 году по проекту архитектора А. Л. Бенуа) сохранялось частично, в изменённом виде. В ноябре 2009 года оно было снесено в связи с постройкой на его месте нового административного здания[8].

Ташкент. Здание универмага Детский мир на улице Карла Маркса

- Здание Универмага «Детский мир» на улице Карла Маркса дореволюционной постройки. После Ташкентского землетрясения 1966 года здание не было сильно разрушено, однако, было признано нецелесообразным его восстанавливать, так как оно не вписывалось в разработанную новую градостороительную концепцию центра города, поэтому оно было снесено.
- Здания магазинов на улице Карла Маркса (бывшей Кауфманской) — одно и двухэтажные здания магазинов, снесённые после землетрясения 1966 года.

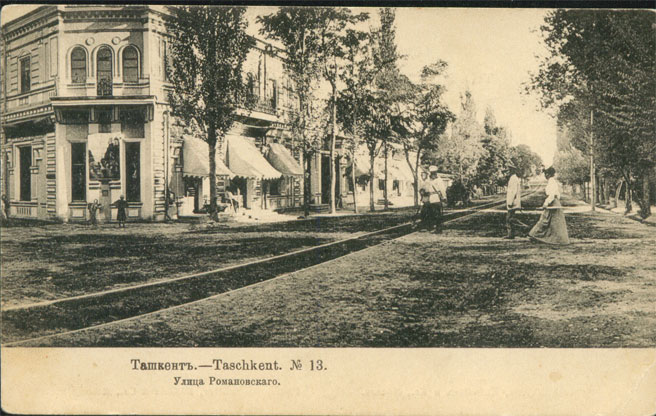
Ташкент. Здания магазинов на улице Романовского (улице Ленина)

- Одно и двухэтажные здания магазинов на улице Ленина (бывшей Романовского) — одно и двухэтажные здания магазинов, находящиеся на одной из центральных улиц города и снесённые после землетрясения 1966 года.

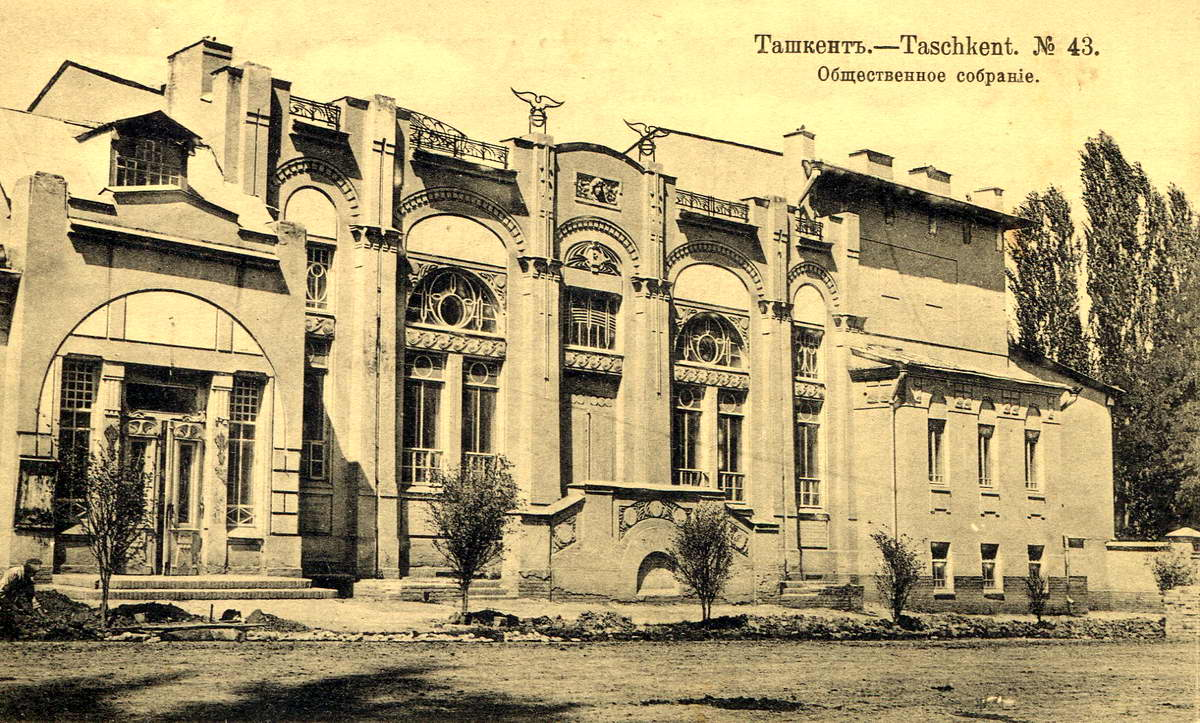
Ташкент. Здание общественного собрания

- Здание общественного собрания — было построено в 1909 году по проекту архитектора Маркевича. Первоначально это был дом хлопкозаводчика Вадьяева, а с 1910 года Общественное собрание, в 1917 году здесь расположился Дом свободы, в котором проходили многочисленные собрания и митинги политических партий и революционной общественности города. В 1930-х годах здесь был открыт кинотеатр «30 лет ВЛКСМ». В конце прошлого века была предпринята попытка реконструкции и реставрации здания, но в конце концов оно было снесено.

Ташкент. Здание Общества Взаимного кредитования на Ирджарской улице

- Здание Общества Взаимного кредитования на Ирджарской улице (в советское время — улица Кирова) представляло собой типичный образец ташкентской архитекторы. Многие улицы в центре русского Ташкента были застроены подобными по архитекторному решению зданиями из сырцового кирпича. После катастрофического Ташкентского землетрясения 1966 года это и многие подобные здания были сильно разрушены и впоследствии снесены.

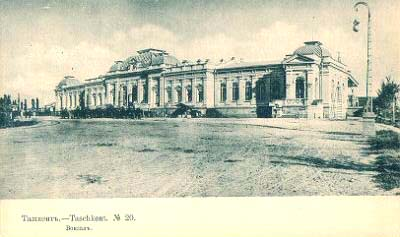
Ташкент. Железнодорожный вокзал. Архитектор Г. М. Сваричевский

- Старое здание ташкентского почтамта располагалось на улице Пушкинской. В конце 1970-х годов это здание было снесено при реконструкции города.

Ташкент. Здание Синагоги на улице «12 тополей»

- Старое здание ташкентского железнодорожного вокзала, построенное в 1899 году по проекту архитектора Г. М. Сваричевского. После сильного землетрясения 1902 года это здание было отремонтировано к 1905 году, и над центральным подъездом вокзала были установлены большие городские часы, первые в Ташкенте. В 1957 году это здание было снесено[9], и на его месте было построено[10] новое современное здание[11] железнодорожного вокзала.

- Здание Синагоги[12] — располагалось на улице «Двенадцати тополей». Синагога была закрыта в 1930-е годы[13], позднее в здании располагалась артель «Художник Узбекистана», переросшая впоследствии в фабрику «Сувенир». После землетрясения 1966 года здание было снесено.

- Обу́ховский сквер — сквер в Ташкенте на Кашгарке, находившийся на пересечении улицы Лахути (ранее улица Обуха) и улицы Ленина (между улицей Демьяна Бедного и улицей Ленина, а также и на другой стороне улицы Ленина). В сквере до 1918 года находилась братская могила воинов, погибших при неудачном штурме Ташкента в октябре 1864 года. После землетрясения 1966 года весь этот район города был перестроен, Обуховский сквер не сохранился, но сохранилось несколько акаций, росших в нём. В настоящее время в этом месте пролегает улица А. Навои.